# Schatkamer van de Dom van Aken
De schatkamer van de Dom van Aken (Duits: Aachener Domschatzkammer) is een museum van kerkelijke en middeleeuwse kunst verbonden aan de Dom van Aken in de Duitse stad Aken. Het museum herbergt een van de belangrijkste en best bewaarde kerkschatten van Europa. Met name op het gebied van de middeleeuwse kunst en kunstnijverheid is de Akense domschat toonaangevend. De kerkelijke schatkamer behoort met de dom tot het UNESCO werelderfgoed. Het museum is eigendom van het bisdom Aken, maar wordt beheerd door het Akense domkapittel.

## Geschiedenis
Hoewel de domschatkamer pas sinds de 19e eeuw voor het publiek geopend is, bestaat de kerkschat al zeker sinds de 9e eeuw. De eerste reliekenlijst dateert uit de 11e eeuw. Het feit dat de Akense domschat kon uitgroeien tot de belangrijkste benoorden de Alpen, heeft te maken met het feit dat de kerk eeuwenlang – van 936 tot 1531 – kroningskerk van het Heilige Roomse Rijk was. Een deel van de rijksschat (Reichskleinodien) bevond zich tot de Franse tijd in Aken. Deze schatten, de sabel van Karel de Grote, de Stefansbeurs en het rijksevangeliarium, bevinden zich sinds begin 19e eeuw in de Hofburg in Wenen. In de kroningszaal van het stadhuis van Aken bevinden zich kopieën. Andere voorwerpen, zoals de scepter van Richard van Cornwall en de kronen van Karel IV en Margaretha van York, bevinden zich nog steeds in de Akense schatkamer.

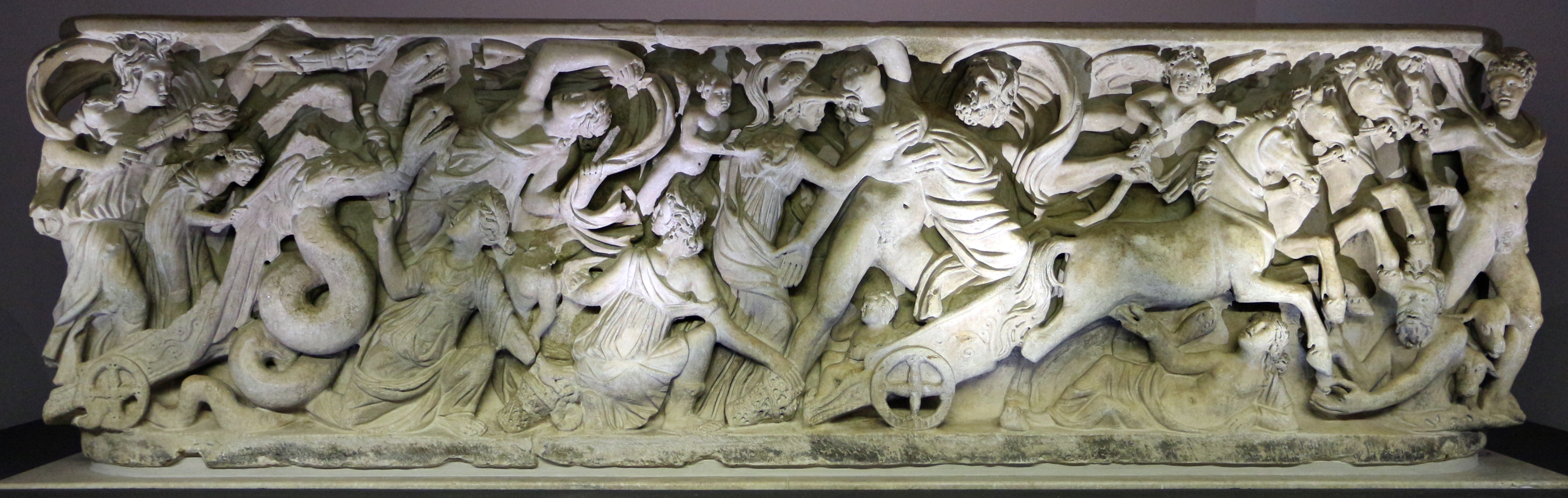
Proserpina-sarcofaag (3e eeuw)

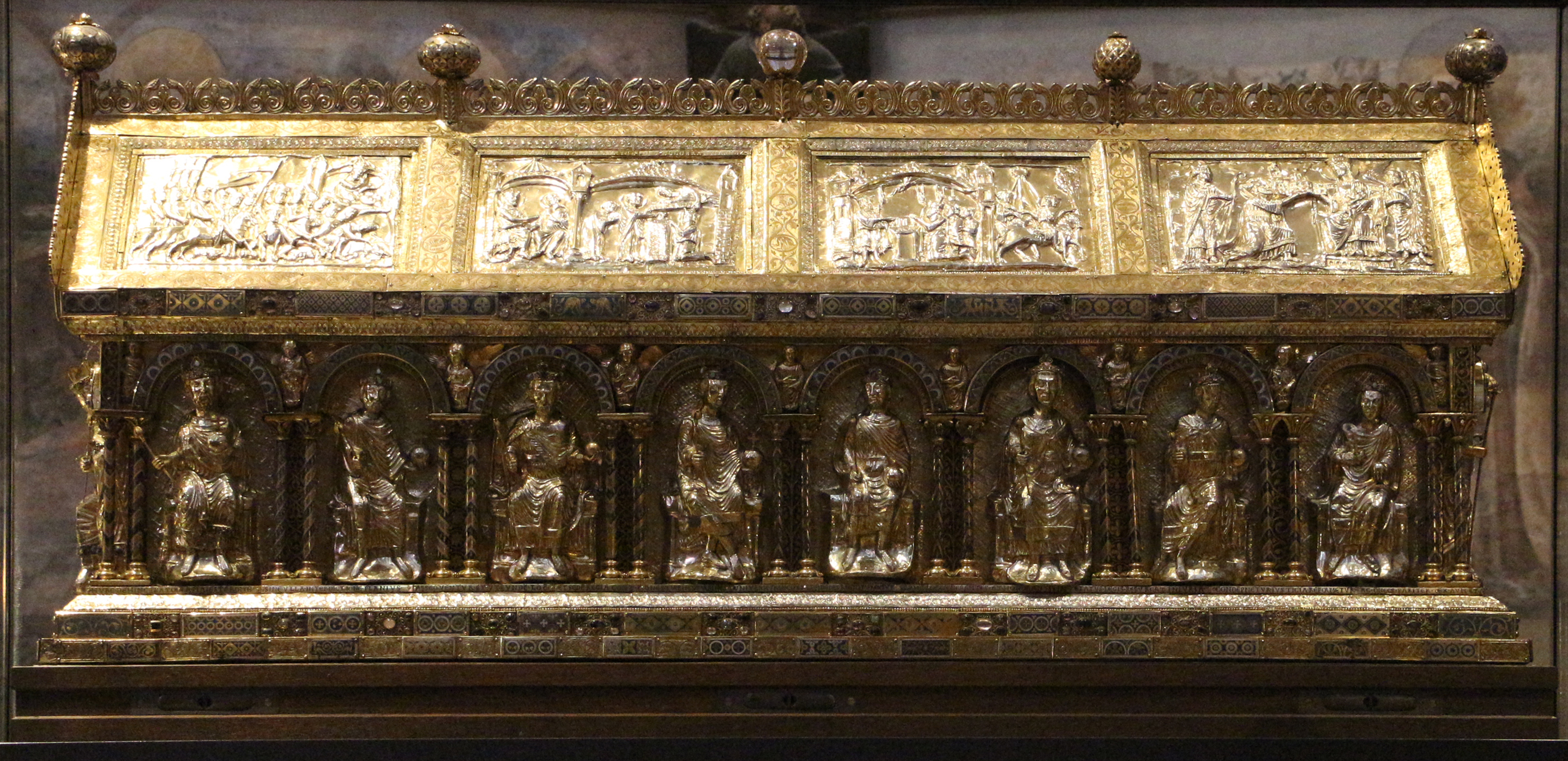
Karelsschrijn (1182-1215)

Een groot aantal voorwerpen zijn verbonden met Karel de Grote, de bouwheer van de Akense Paltskapel, de kern van de huidige dom. Zo zouden een ivoren jachthoorn (een zogenaamde "olifant"), een mes met rijk bewerkte schede en een verguld zilveren borstkruis aan Karel toebehoord hebben. Een doek van Byzantijnse zijde uit de 6e-8e eeuw zou gebruikt zijn om het dode lichaam van de keizer in te wikkelen. Een deel van deze doek bevindt zich sinds 1850 in Parijs. Ook de oorspronkelijke sarcofaag van Karel de Grote zou bewaard zijn gebleven. Deze zogenaamde Proserpina-sarcofaag is een gebeeldhouwde marmeren sarcofaag uit de 3e eeuw. Wat doorging voor de relieken van Karel de Grote, werd in 1165 – na zijn onofficiële heiligverklaring door een tegenpaus – in het nog bestaande Karelsschrijn overgebracht. Dit en het Mariaschrijn vormen hoogtepunten van Maaslandse edelsmeedkunst en behoren tot de bekendste kunstschatten van Aken. In de loop der tijden werden delen van Karels relieken in aparte reliekhouders geplaatst, zoals de schedel in een portretbuste (Karlsbüste) en twee armbotten in armreliekhouders.
De Karlsbüste was waarschijnlijk een geschenk van Karel IV bij zijn kroning in 1349. Deze is tevens de gulle gever van twee gotische, kapelvormige reliekhouders, drie kleinere reliekhouders en de eerder genoemde kroon, die thans het borstbeeld van Karel de Grote kroont. Andere koningen bleven niet achter. Lodewijk XI van Frankrijk schonk een verguld zilveren armreliekhouder van Karel de Grote. Lodewijk I van Hongarije schonk drie Maria-schilderingen op zilverplaat, bedoeld ter verfraaiing van de Hongaarse kapel van de dom. Keizer Karel V schonk een kostbare monstrans, gesmeed door zijn hofgoudsmid Hans von Reutlingen. Van deze kunstenaar bezit de schatkamer gouden beelden, reliekhouders en koormantelbroches. Liturgisch vaatwerk dateert voornamelijk uit de barokperiode, hoewel ook middeleeuwse monstransen, kelken, kandelaars en processiekruisen bewaard zijn gebleven. Hetzelfde geldt voor de liturgische gewaden of paramenten. Enkele zeer oude stoffen zijn afkomstig uit reliekschrijnen. Ze werden gebruikt om de relieken, die kostbaarder werden geacht dan de reliekhouders, in te wikkelen.

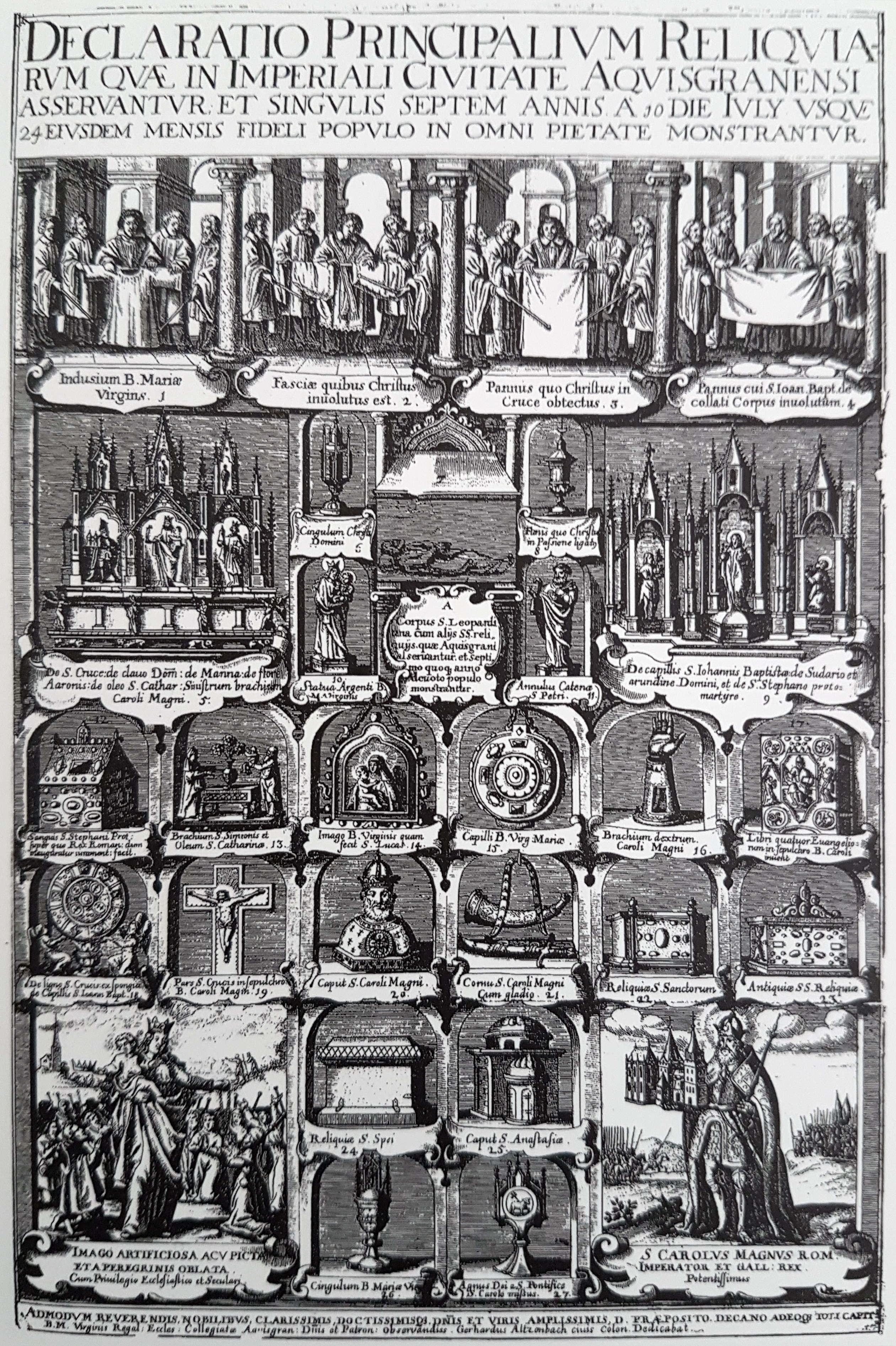
17e-eeuws toningsformulier van de Akense relieken

De Akense Heiligdomsvaart wordt al zeker sinds 1349 eenmaal in de zeven jaar gehouden, tegelijk met Kornelimünster en Maastricht (zie: Heiligdomsvaart Maastricht). In de middeleeuwen trok de bedevaart tienduizenden pelgrims, die vooral kwamen vanwege de vier hoofdrelieken uit het Mariaschrijn: het kleed van Maria, de babywindsels van Jezus, de lendendoek van Jezus en de onthoofdingsdoek van Johannes de Doper. Maar ook de relieken en memorabilia van Karel de Grote, hoewel niet officieel erkend als heilige, spraken tot de verbeelding. Als souvenir konden de pelgrims een pelgrimsinsigne of toningsformulier meenemen.

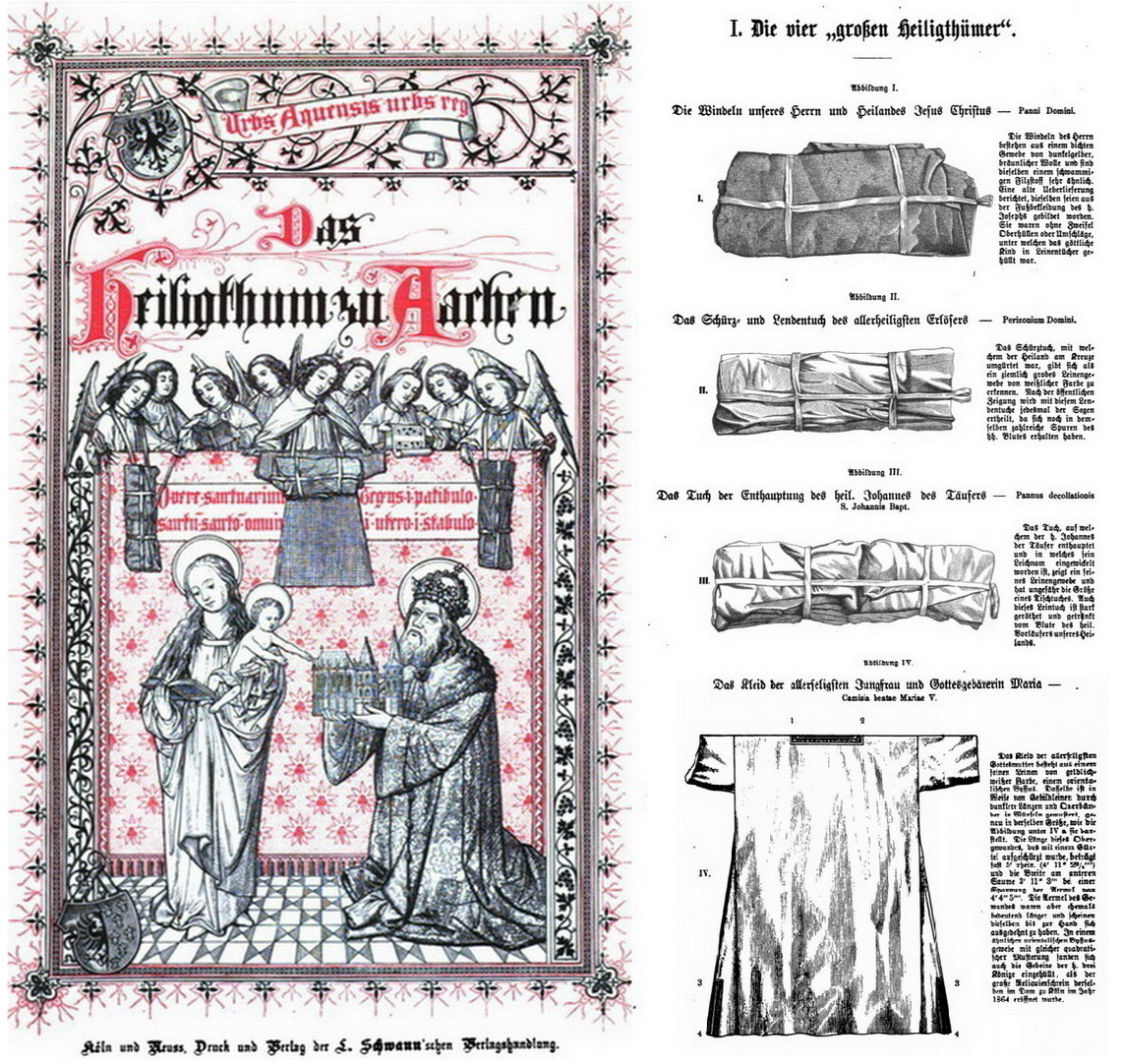
Franz Bock's Das Heiligthum zu Aachen (1867): titelblad en hout-snedes van de vier hoofdrelieken

In de loop der eeuwen moest de schat enkele malen geëvacueerd worden wegens oorlogsgeweld. Zo ook in 1794 toen de Franse revolutionaire troepen Aken naderden. De schat week uit naar het cisterciënzerklooster in Paderborn en keerde vrijwel compleet – op de drie stukken uit de rijksschat na – in 1804 terug. Daarop schonk de bisschop van Aken aan Napoleon's echtgenote Joséphine de Beauharnais, die tijdens haar verblijf in de Akense thermaalbaden had bemiddeld, twee belangrijke kunstschatten. De eerste, de armreliekhouder van Karel de Grote, bevindt zich in het Louvre in Parijs. De tweede, de talisman van Karel de Grote, bleef privébezit van de keizerin, totdat het Karolingische kleinood na wat omzwervingen in 1919 in het Paleis van Tau in Reims terechtkwam. In 1867 verscheen Franz Bock's Das Heiligthum zu Aachen, de eerste wetenschappelijke beschrijving van de kerkschat.
Tijdens de Eerste en Tweede Wereldoorlog moest de kerkschat opnieuw worden geëvacueerd. Vanwege plaatsgebrek werd in 1941 een groot deel van de schat teruggestuurd naar Aken; slechts 14 objecten die door Himmler als waardevol voor het Derde Rijk werden bestempeld, werden waardig bevonden om onder te duiken in de Albrechtsburg in Meißen, later in een verlaten mijntunnel in Siegen. De rest werd merendeels bewaard in de zuidtoren van het westwerk van de dom. Twee objecten werden door de toenmalige schatbewaarder mgr. Johannes Crumbach thuis in zijn huis bewaard, dat in juli 1941 door een fosforbom werd getroffen. Het zogenaamde Noli me tangere-kistje werd verwoest en het borstkruis van Karel de Grote zeer beschadigd. Na de slag om Aken (oktober 1944) lag de vrijwel ontvolkte en verwoeste stad nog maandenlang in de frontlinies. Toch keerde de domschat al op 26 mei 1945 terug uit ballingschap door bemiddeling van Walker Hancock, een van de Monuments Men. In 1975 werd ten westen van de kloostergang een bomvrije bunker aangelegd.

## Huisvesting

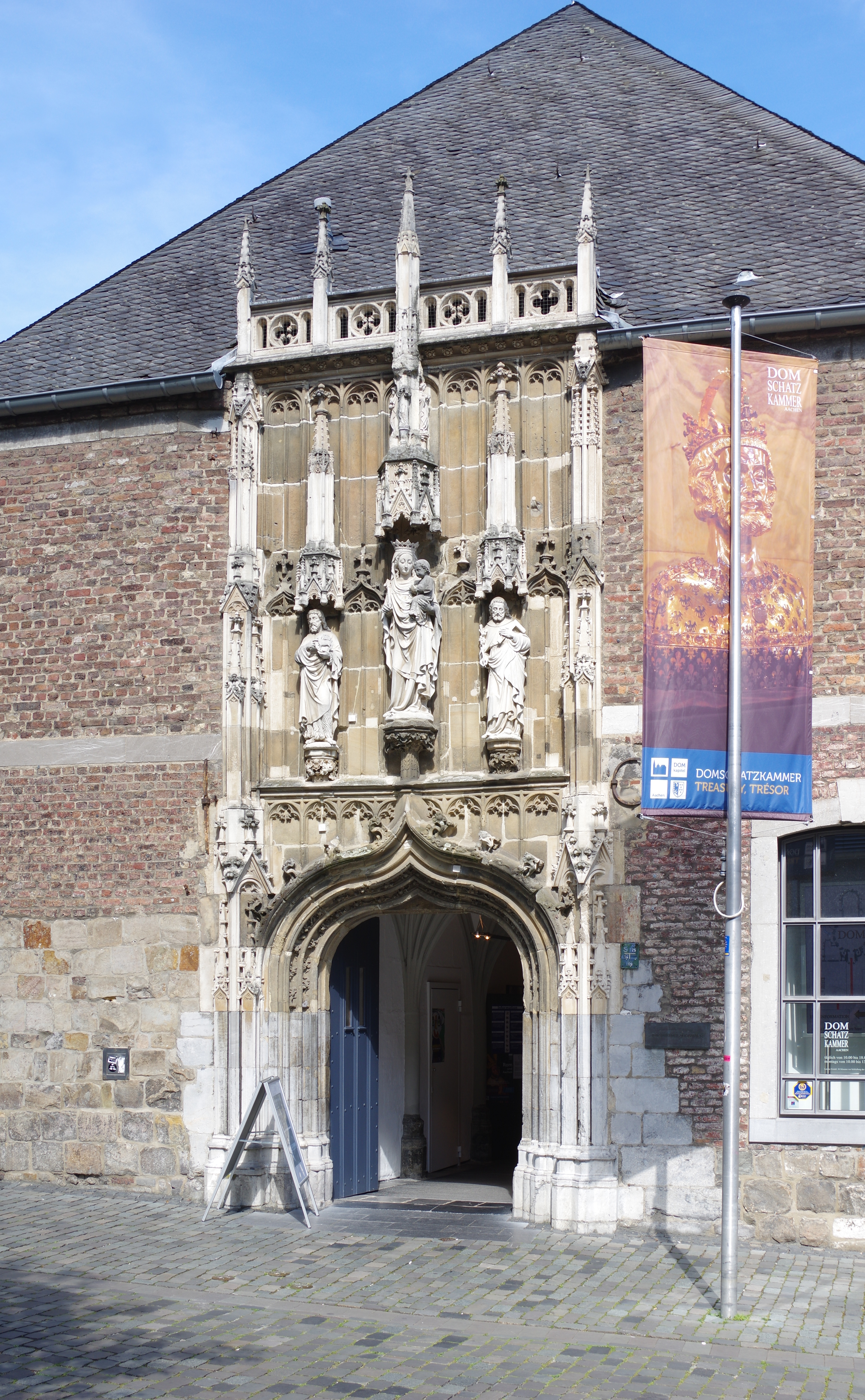
Schatkamerentree

Over de oudste verblijfplaats van de domschat is weinig bekend. Tot de 19e eeuw werden de belangrijkste onderdelen van de schat bewaard in een grote, gotische kast in de sacristie, die toen vervangen werd. Deze nieuwe kast verhuisde in de 19e eeuw van de Mathiaskapel naar de Karelskapel en vandaar naar de Hongaarse kapel. Vanaf 1931 was de schatkamer gevestigd in een ruimte van 90 m² aan de oostzijde van de kloostergang. In 1979 verhuisde men naar de huidige, meer westelijk gelegen locatie, waar het museum de beschikking kreeg over 490 m² tentoonstellingsruimte. Na een nieuwe uitbreiding en herinrichting in 1995 nam dit toe tot 600 m². De permanente expositie, die voorheen chronologisch was geordend, werd daarna thematisch ingericht. Daarnaast kwam er ruimte voor (bescheiden) tijdelijke exposities.
De schatkamer is gevestigd op drie verdiepingen van een gebouw dat grotendeels van 1975-79 tot stand kwam. Alleen het fraaie gotische portaal, de daarop aansluitende kloostergang en de gewelfde kelder zijn historisch van belang. Op de begane grond zijn de publieksruimtes gevestigd en worden drie tentoonstellingsthema's behandeld: 1. Karel de Grote; 2. de liturgie; en 3. de kroningen. Op de bovenverdieping komen twee thema's aan bod: 4. de pelgrimskerk en de reliekenschat; en 5. de kerk van Maria. Hier bevindt zich tevens een zaaltje voor tijdelijke exposities. In de grote kelder is ruimte voor 6. de textielschat.
Daarnaast functioneert ook de dom zelf als expositieruimte, niet alleen vanwege de vele beelden en liturgische voorwerpen die daar een religieuze functie vervullen, maar ook omdat de twee belangrijkste reliekschrijnen, dat van Maria en dat van Karel de Grote, er op het koor staan opgesteld.

## Collectie
De museumcollectie bestaat onder andere uit religieuze beelden en reliëfs, schilderijen, tekeningen, prenten, boeken en handschriften, reliekhouders, liturgisch vaatwerk en paramenten. De voorwerpen dateren uit de 4e tot de 20e eeuw, met een zekere nadruk op de middeleeuwen.

### Relieken en reliekhouders
De twee belangrijkste reliekschrijnen van de dom, het Karelsschrijn en het Mariaschrijn, bevinden zich niet in de schatkamer, maar staan permanent op het koor van de kerk opgesteld. De verzameling reliekhouders in de schatkamer doet daar nauwelijks voor onder. Enkele hoogtepunten:
- Reliekhouder van Anastasius (20 × 19 × 39 cm), deels verguld zilver, Antiochië, ca. 1000[10]
- Reliekkist van Sint-Felix (50 × 22,5 × 23 cm), hout met zilverplaat en email cloisonné, Italiaans/Byzantijns?, 11e eeuw[11]
- Tondo-reliekhouder (hoogte: 52 cm) met relikwieën van onder andere de heilige spons; verguld zilver met bergkristal, parels en edelstenen, ca. 1340-50, met Maaslandse champlevé-plaatjes, 1160-70, en 14e-eeuwse engelen[12]
- Reliekhouder van Simeon (59,5 × 14,5 × 38 cm), verguld zilveren reliekentafel met beelden van Maria en Simeon met Kindje Jezus, Aken, ca. 1330-40[13]
- Karelsbuste, deels verguld zilveren reliekbuste van Karel de Grote (hoogte: 86,3 cm), mogelijk een geschenk van Karel IV, na 1349; de kroon van Praagse makelij is met zekerheid afkomstig van Karel IV en werd ook door keizer Sigismund bij zijn kroning in 1414 gedragen[14]
- Twee verguld zilveren torenreliekhouders met fragmenten van passiewerktuigen (doornenkroon, kruis, spijker en spons), Karel de Grote en andere relieken (hoogtes: 125 cm en 93,5 cm), Aken, ca. 1350 en ca. 1380[15]
- Reliekhouder voor de gordel van Maria (hoogte: 62,5 cm), Praag?, ca. 1360[16]
- Reliekhouder voor de riem van Jezus (hoogte: 69,5 cm), Praag?, ca. 1370-80[17]
- Reliekhouder voor de gesel van Jezus (hoogte: 54,5 cm), Praag?, ca. 1380[18]
- Verguld zilveren armreliekhouder van Karel de Grote (hoogte: 85 cm), Frankrijk (Lyon?), 1481[19]

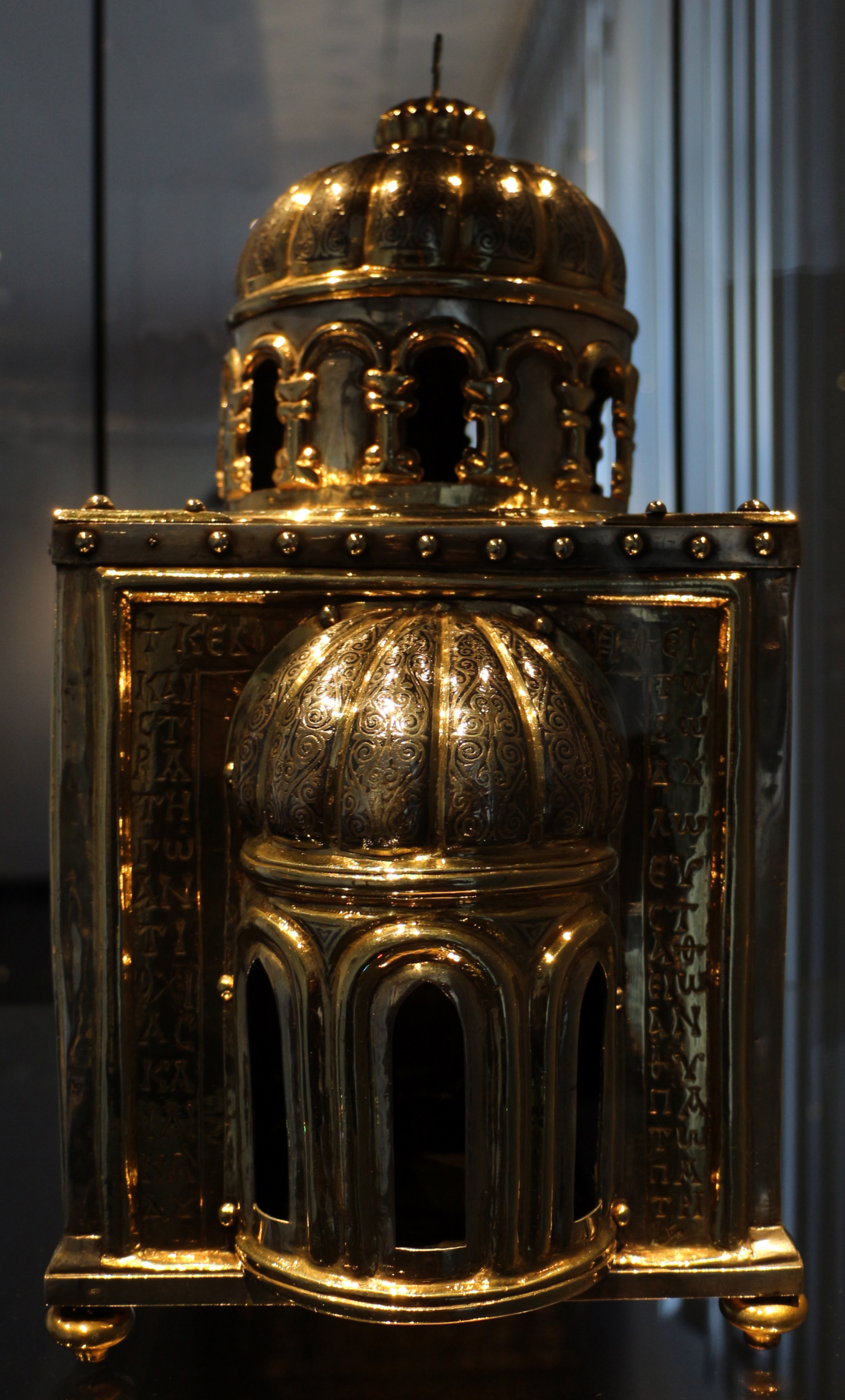
Reliekhouder van Anastasius
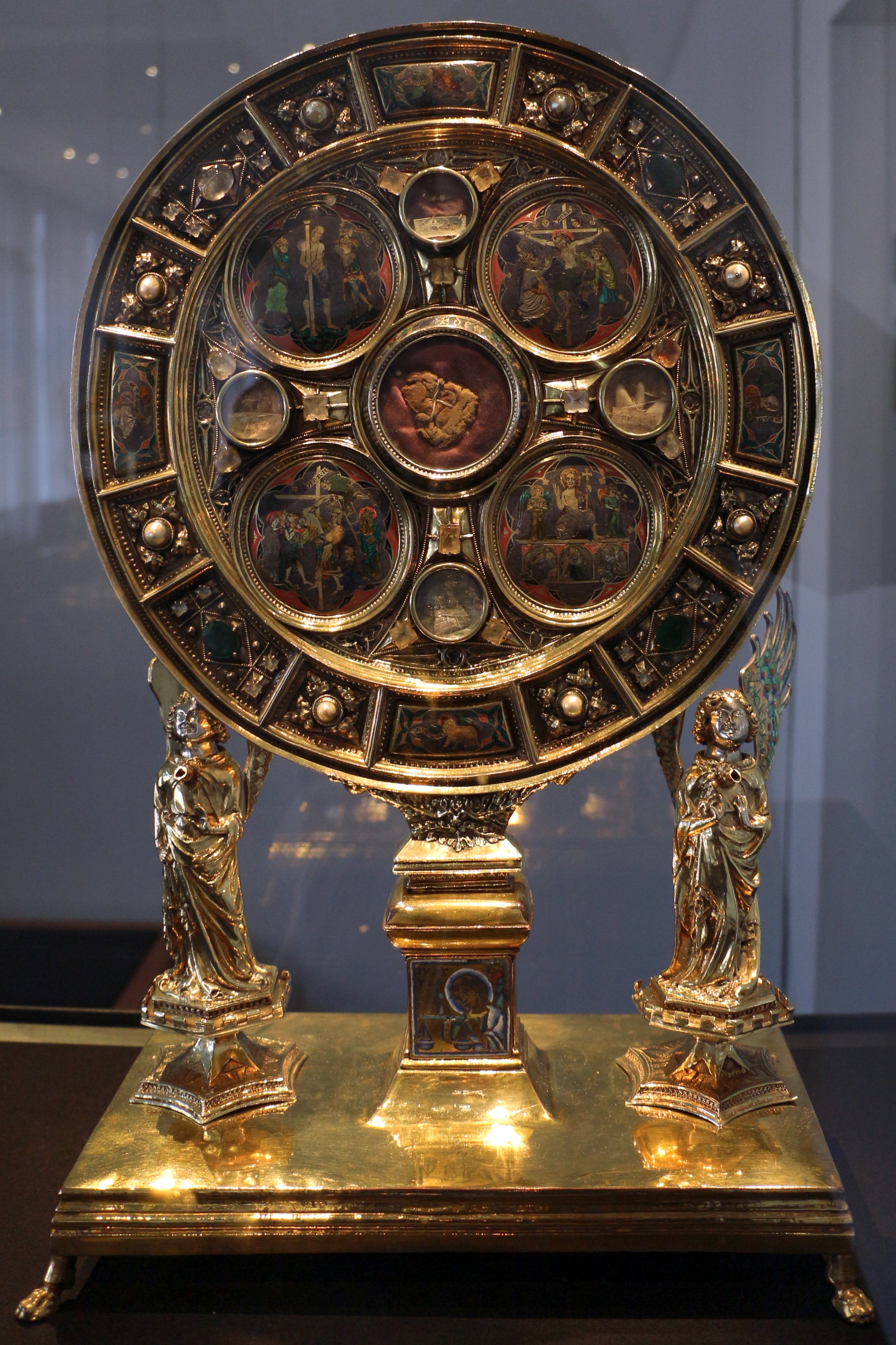
Tondo-reliekhouder
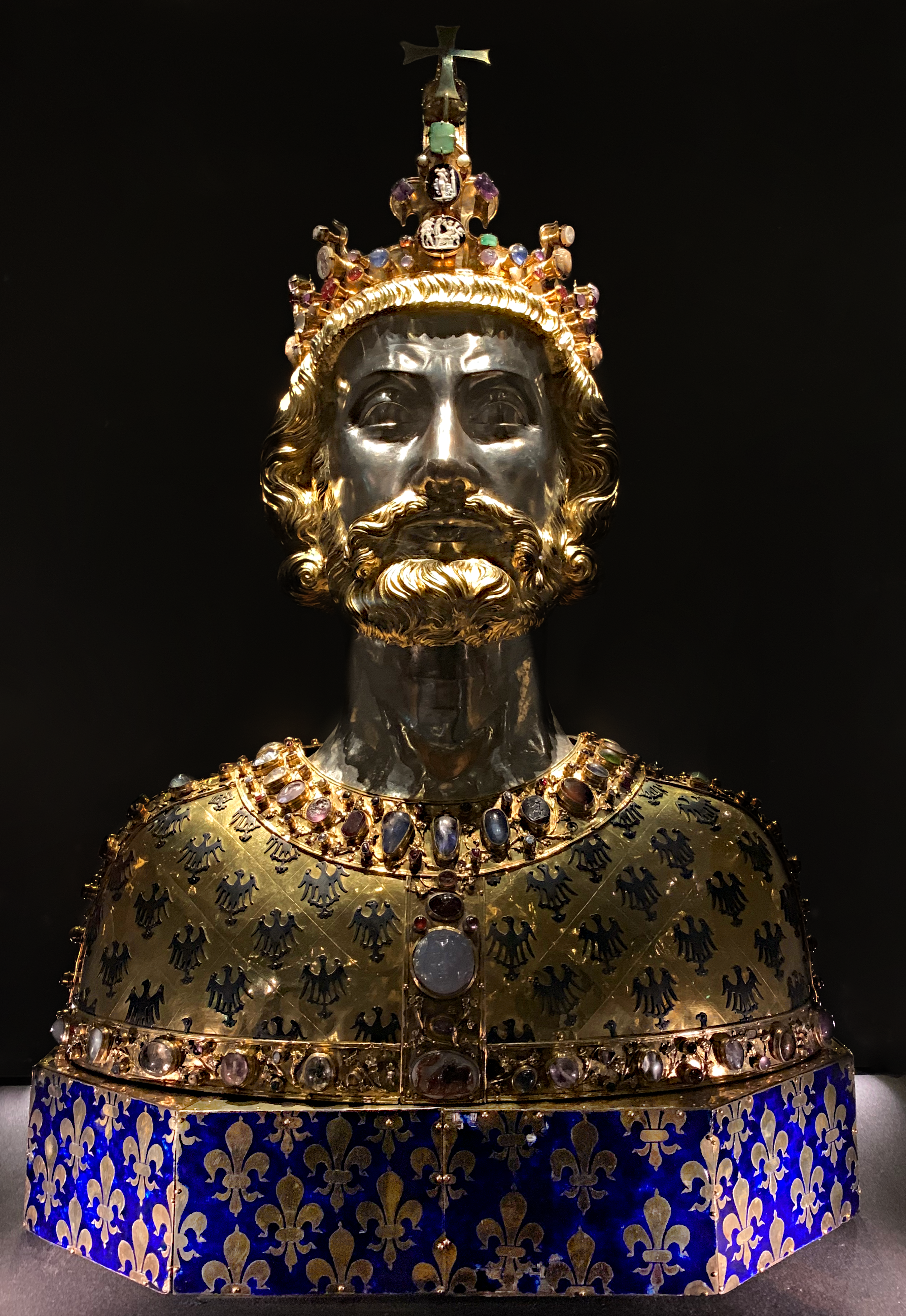
Karelsbuste
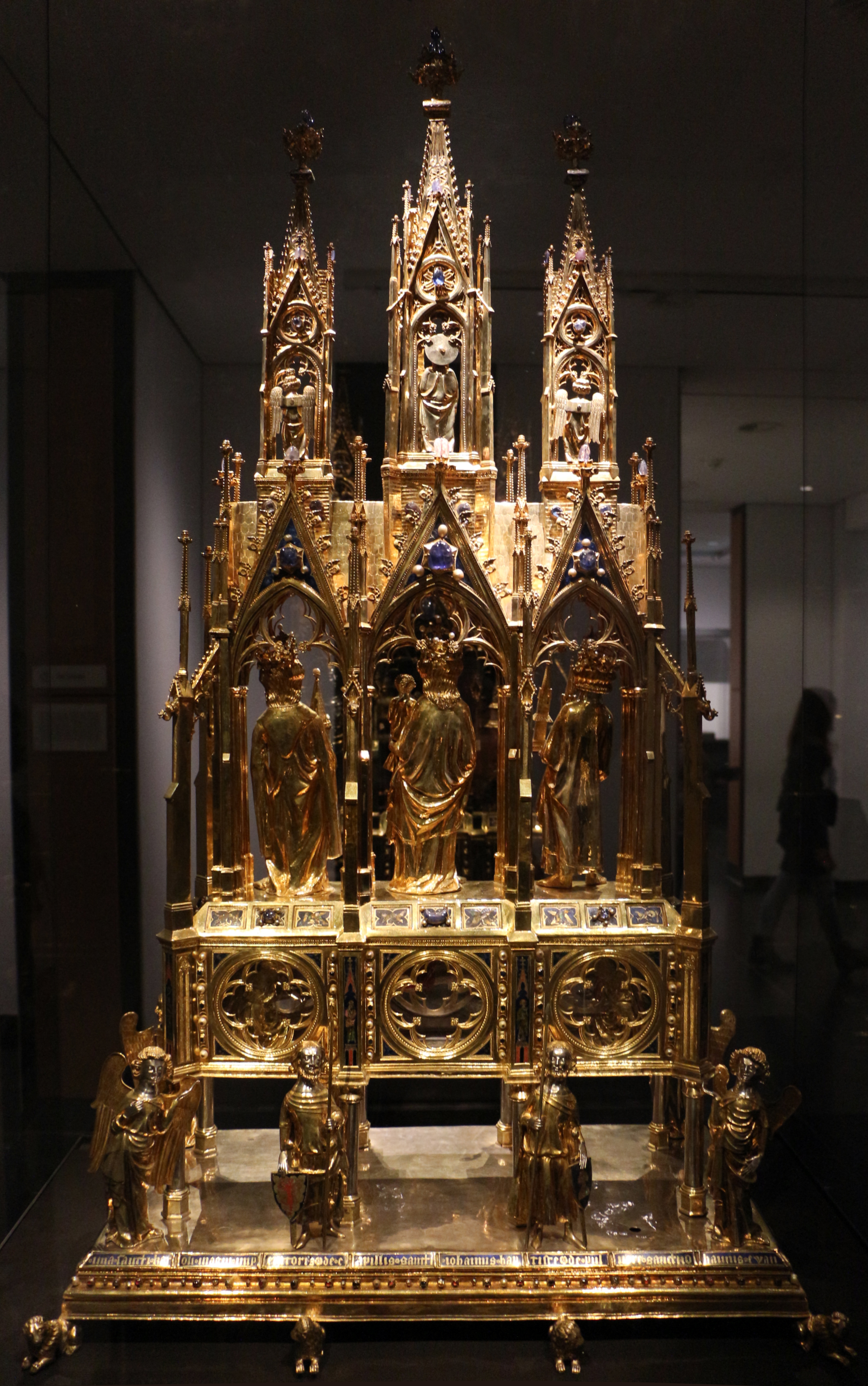
Torenreliekhouder

### Liturgische voorwerpen
In zijn 1200-jarige geschiedenis heeft de Dom van Aken een uitgebreide collectie liturgisch vaatwerk, kandelaars en processiekruisen vergaard. Enkele hoogtepunten:
- Lotharius-kruis, gouden en verguld zilveren kruis (50 × 38,5 cm) met antieke gemmen, edelstenen en parels, Keulen?, ca. 1000, met laatgotisch voetstuk[20]
- Twee deels verguld zilveren kandelaars, Hongarije, ca. 1367[21]
- Bekroning van een cantorstaf, Aken, ca. 1420, met adelaar, ca. 1470[22]
- Twee miskelken (hoogte: 22,8 en 18 cm), deels verguld zilver met filigraan en emaille, Hongaars, ca. 1510[23]
- Laatgotische monstrans (hoogte: 59,5 cm), vervaardigd door Hans von Reutlingen, ca. 1520[24]

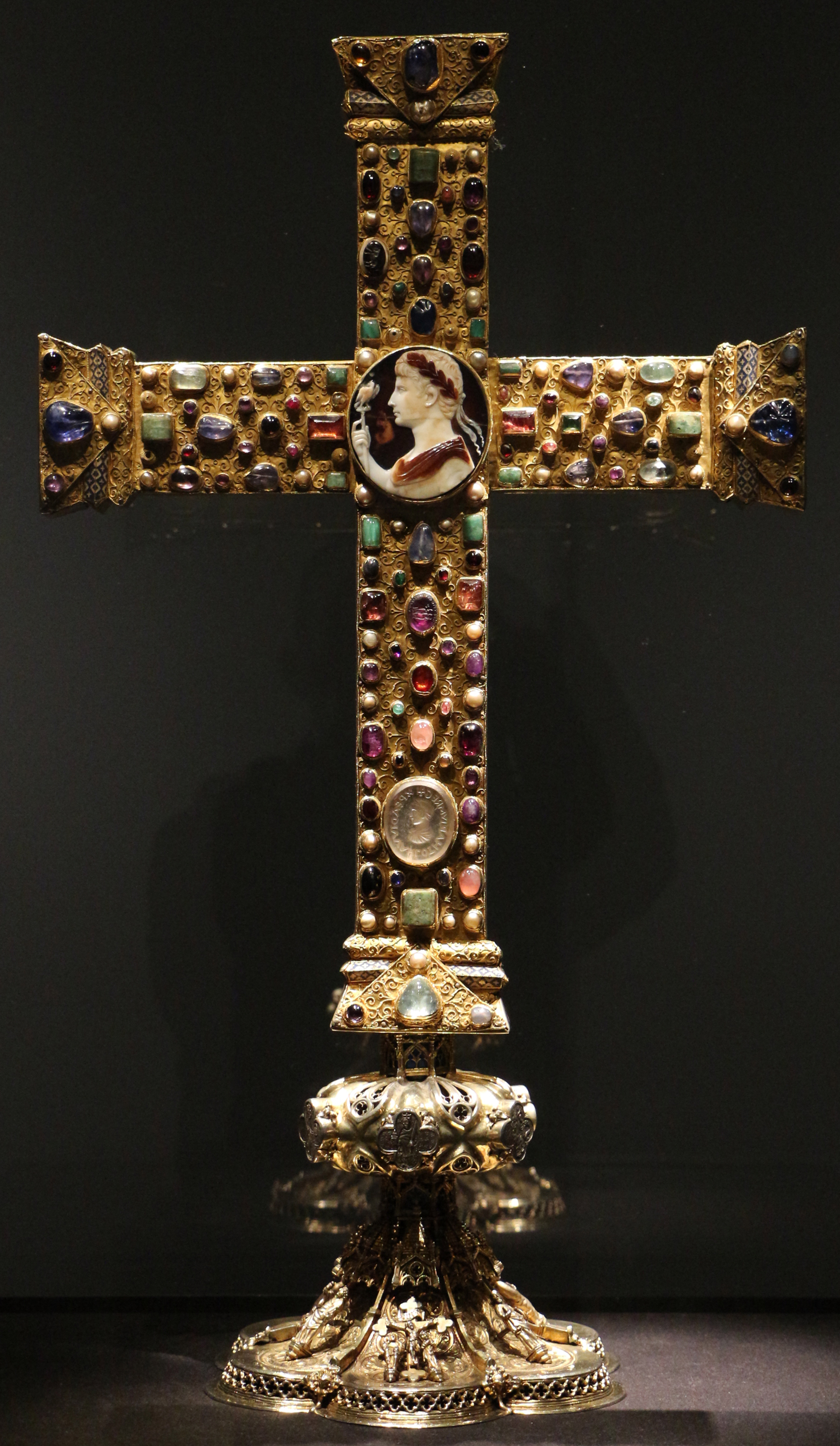
Lotharius-kruis
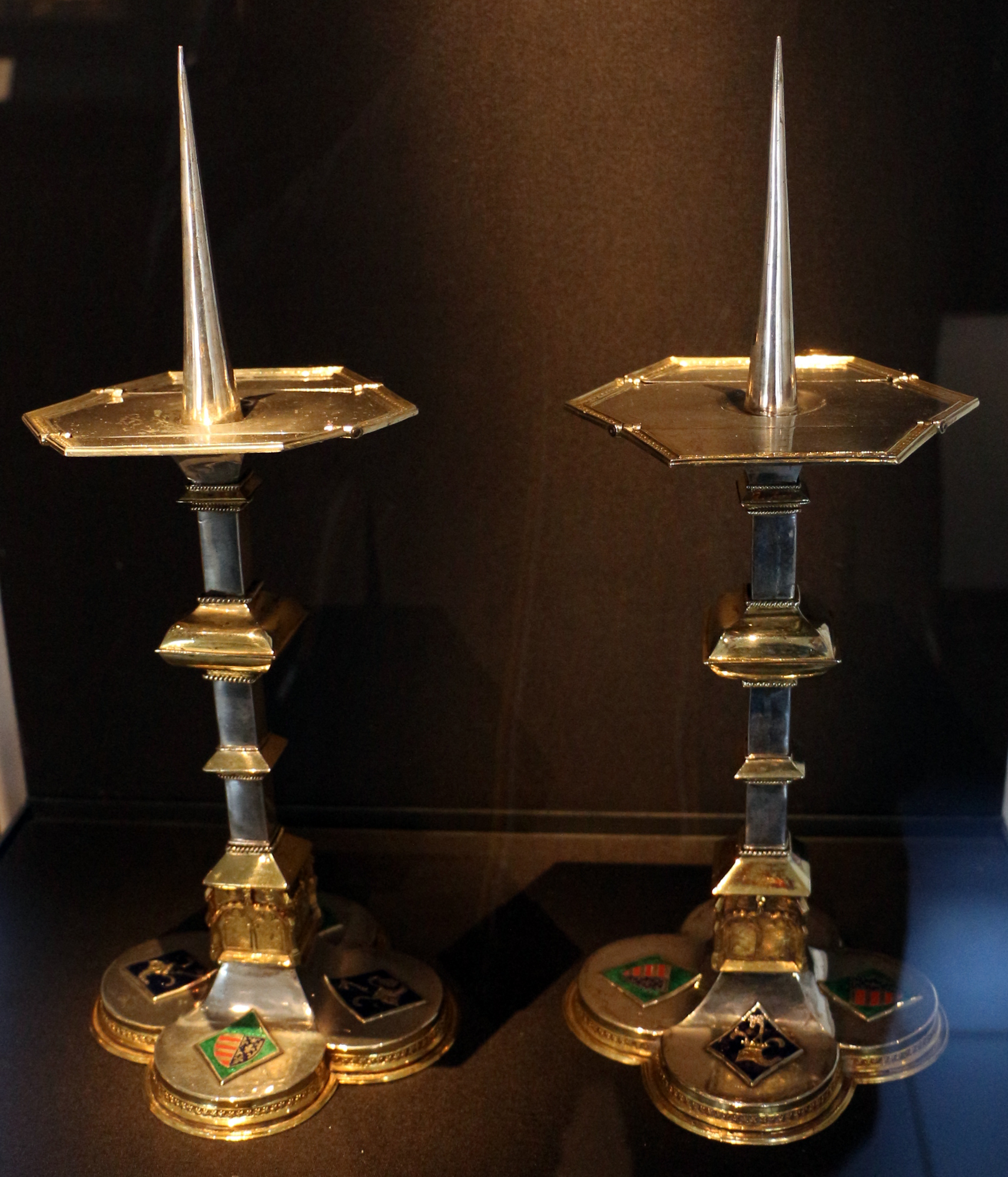
Hongaarse kandelaars
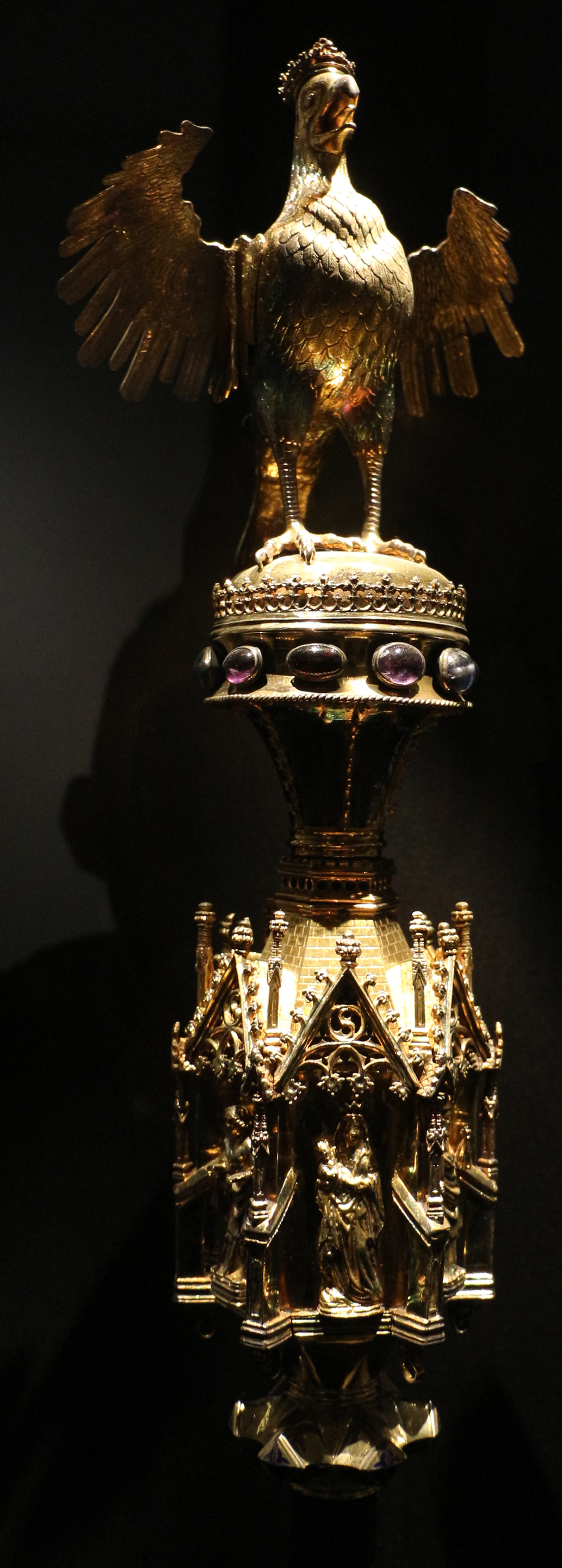
Bekroning cantorstaf
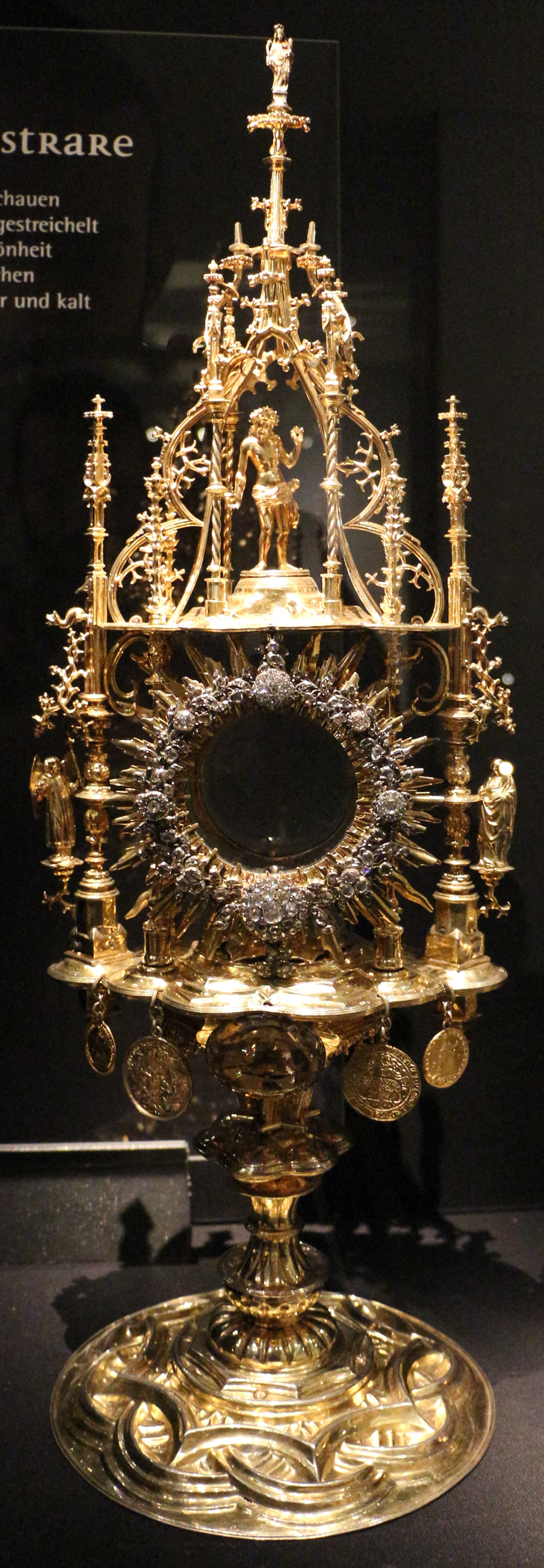
Laatgotische monstrans

### Schilderkunst
Belangrijke werken uit de schilderijenverzameling zijn:
- Drie schilderingen op zilverplaat (58 × 50 cm en 52 × 42 cm), geschonken door Lodewijk I van Hongarije: tweemaal Madonna met Kind en een Kroning van Maria, Hongaars, voor 1367[25]
- Falkenstein-altaar, triptiek met Madonna met Kind (158 × 140 cm), heiligen en donors, ca. 1410[26]
- Kruisigingsretabel (116 × 136 cm), door de Meester van de Sint-Jorislegende, Keulen, ca. 1460[27]
- Het leven van Maria (125 c 105 cm), door de Meester van het Akense Maria-leven, Keulen, ca. 1485[28]
- Maria-icoon (101 × 83 cm), Andreas Ritzos, Kreta, 2e helft 15e eeuw[29]
- Passieretabel (470 × 143 cm), geschilderd door de Meester van het Akense altaar in opdracht van Theodoricus van Gouda (donorportret linksonder) voor de Keulse Karmelietenkerk, Keulen, ca. 1515-20[30]

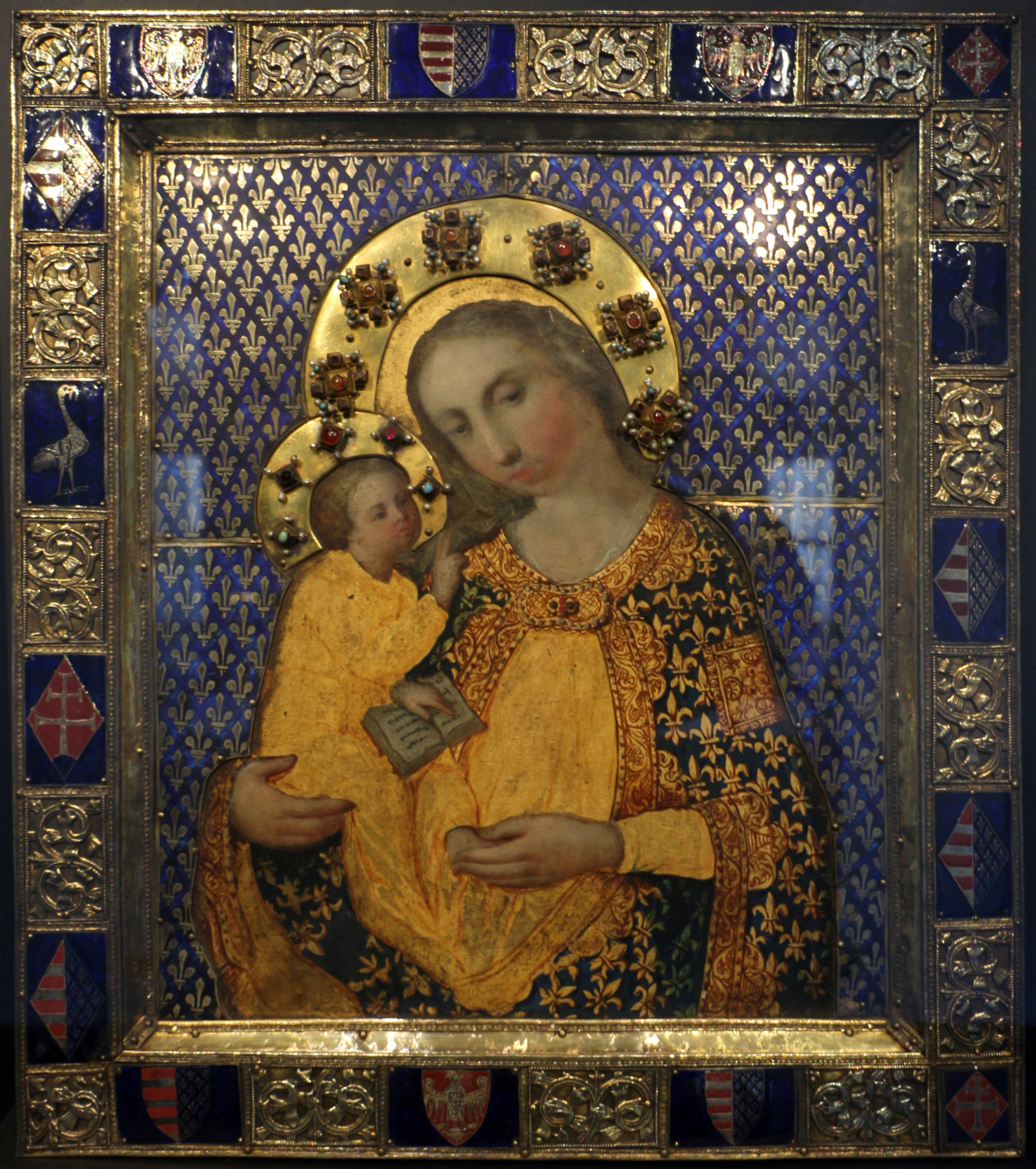
Madonna met Kind
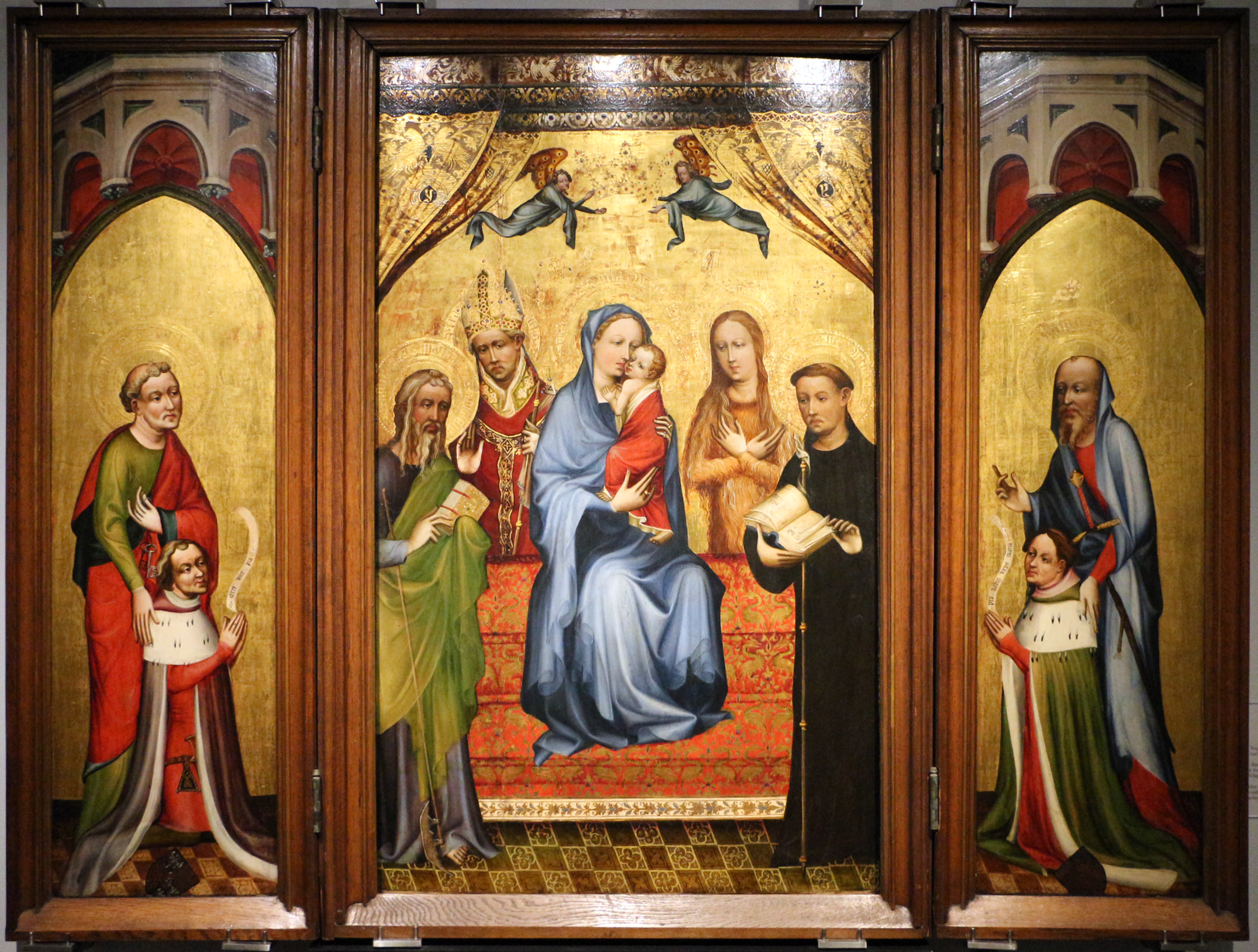
Falkenstein-altaar
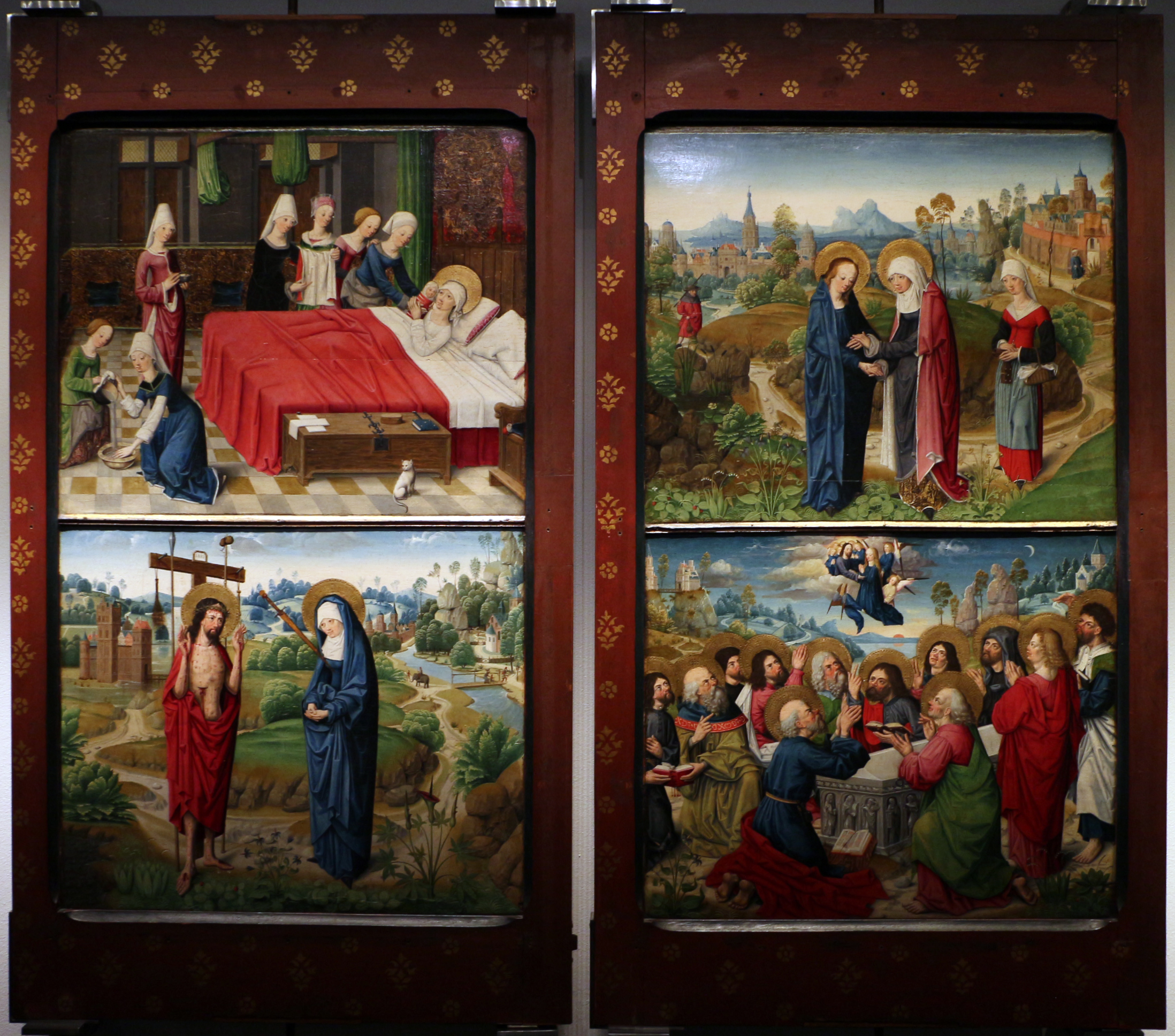
Maria-leven
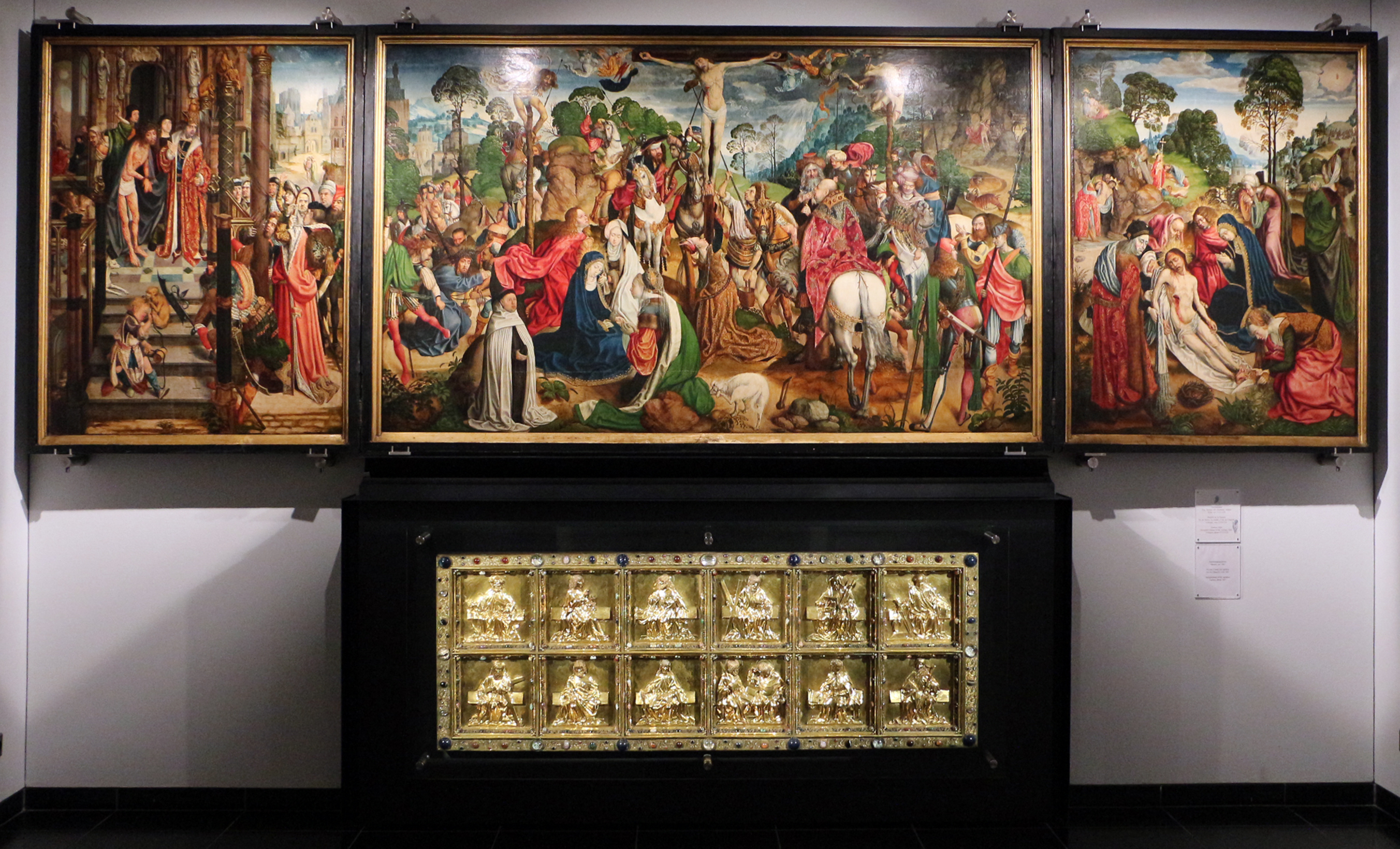
Keuls passieretabel

### Beeldhouwkunst
De Dom van Aken bezit een groot aantal beelden en reliëfs. Sommige staan permanent op altaren of elders in de dom opgesteld, waar ze een religieuze functie hebben. De hoogtepunten in de schatkamer zijn:
- Proserpina-sarcofaag, gebeeldhouwde marmeren sarcofaag (220 × 64 × 58 cm) met reliëfs van de schaking van Proserpina, Romeins, 1e kwart 3e eeuw[4]
- Romaanse Madonna met Kind, zilver, deels verguld (hoogte: 80 cm), Aken, ca. 1280[31]
- Sedes sapientiae, tronende houten Madonna met Kind (hoogte: 110 cm), Maas-Rijnlands, ca. 1310[32]
- Houten Madonna met Kind (hoogte: 93 cm), Mainz of Keulen, ca. 1320[33]
- Knielende Karel de Grote, Keulen?, begin 14e eeuw[34]
- Gotische Madonna met Kind, zilver, deels verguld (hoogte: 62 cm), Aken of Nederrijns, ca. 1350-60[35]
- Verguld zilveren antependium met de twaalf apostelen (elk 25 × 25 cm), Aken, ca. 1481[36]
- Verguld zilveren Sint-Petrus (hoogte: 72,5 cm), Hans von Reutlingen, Aken, ca. 1510[37]
- Altaarretabel (284 × 129 cm) met Gregoriusmis, Hildesheim, ca. 1525[38]

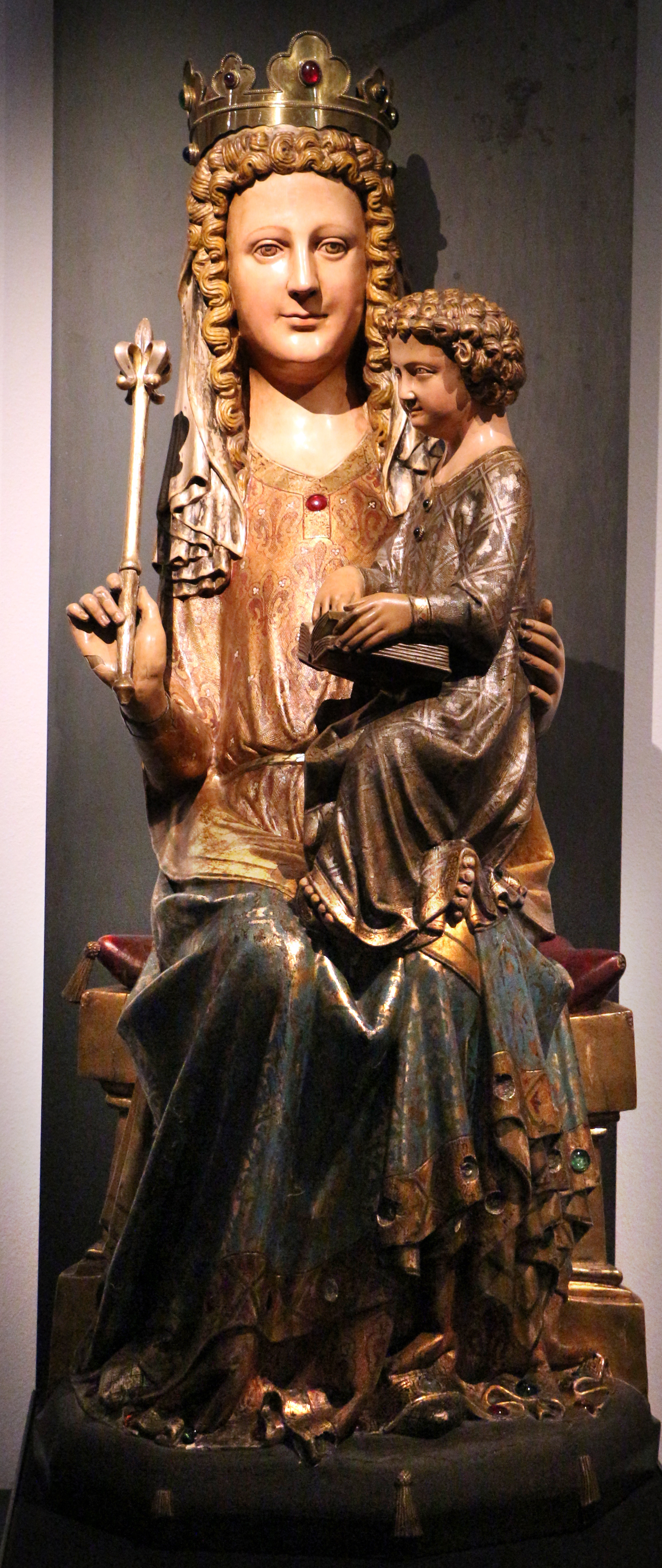
Sedes sapientiae
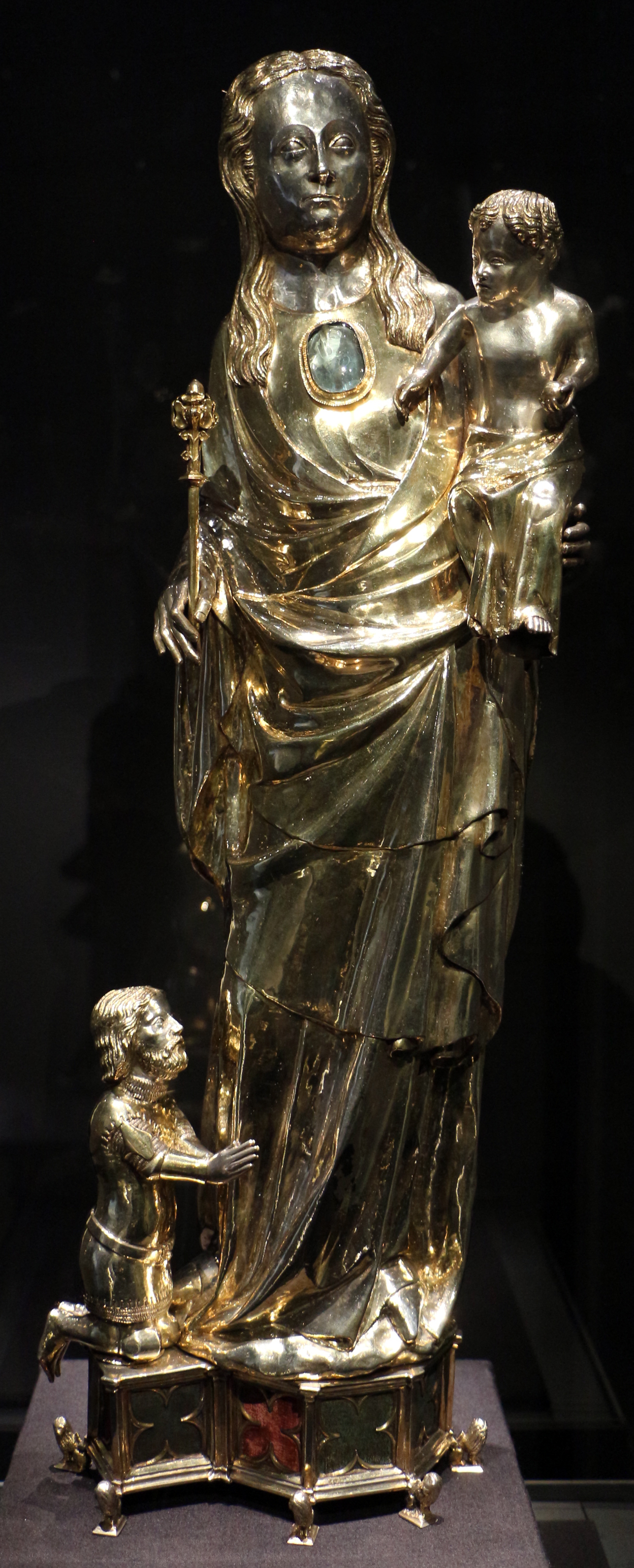
Gotische Madonna
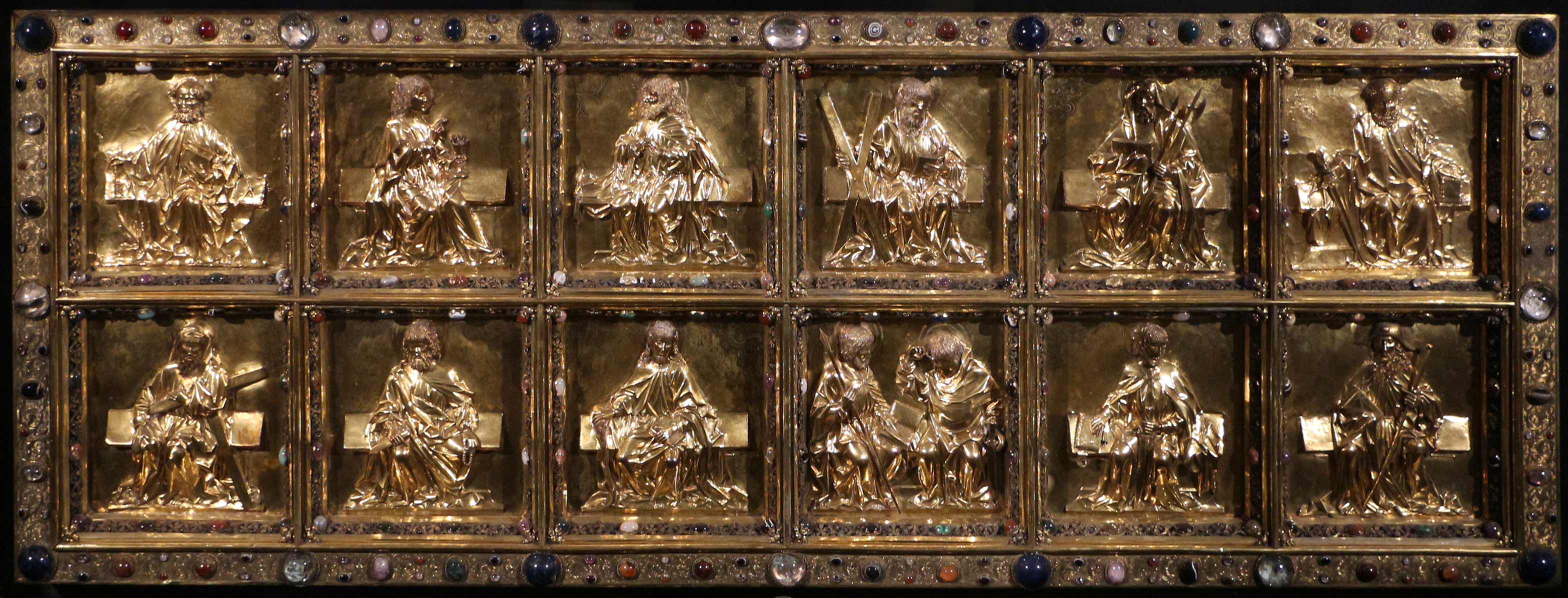
Apostelen-antependium
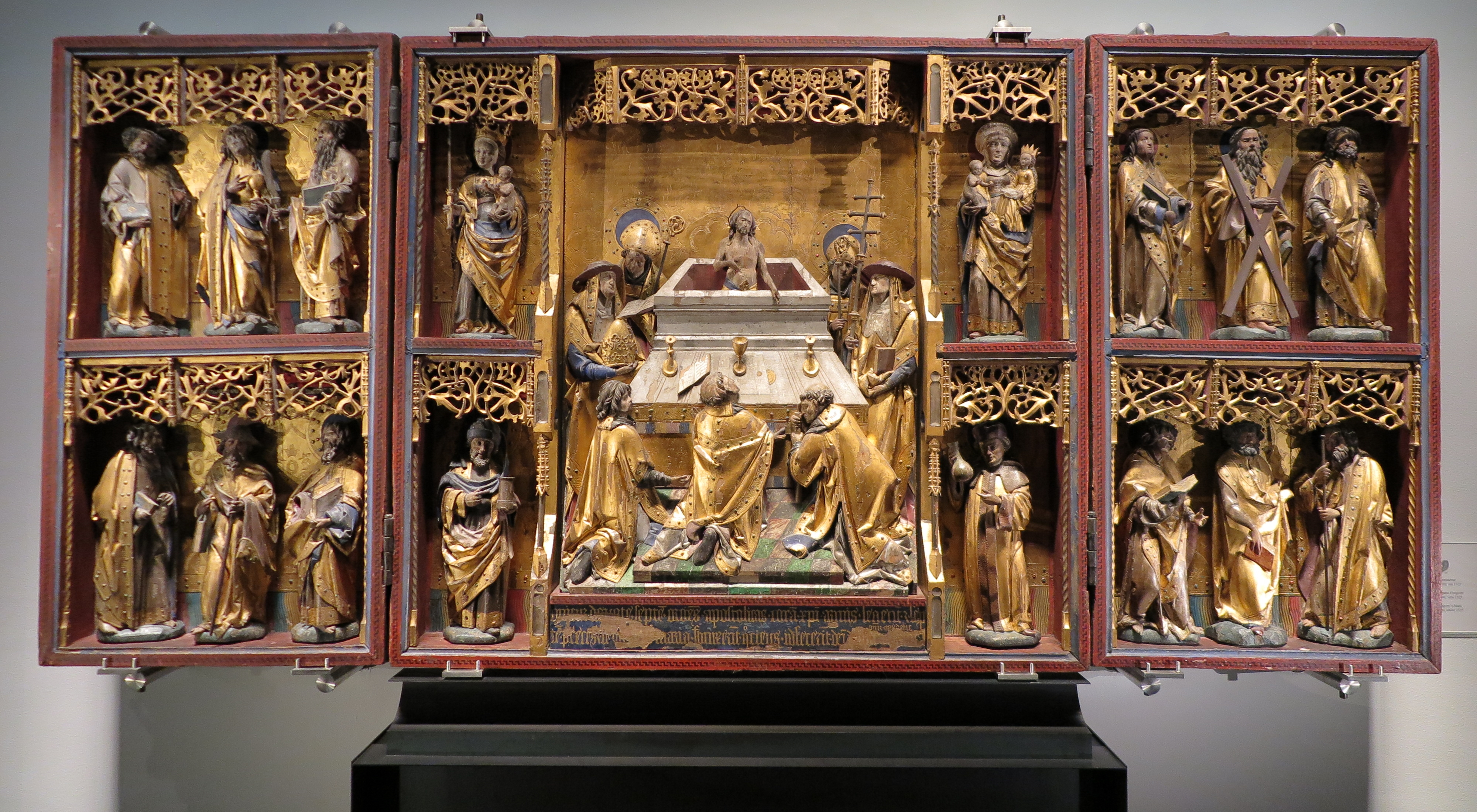
Gregoriusmis

### Ivoorsnijwerk
Enkele hoogtepunten uit de verzameling ivoren:
- Karolingisch diptiek, boekomslag bestaande uit twee ivoren plaquettes (elk 31,7 × 10,8 m) in zilveren, gotische omlijsting, met zes Nieuwtestamentische taferelen, Akense paleisschool, 1e kwart 9e eeuw[39]
- Wijwatervat of situla (hoogte: 17,5 cm) met ivoren reliëfs en edelstenen, West-Duitsland of Lotharingen, ca. 1000 (bronzen handvat uit 1863)[40]
- "Jachthoorn van Karel de Grote", bewerkte olifantenslagtand (lengte: 58 cm) met zilverbeslag, Zuid-Italië of Saraceens, ca. 1000, met laatgotische draagriem[41]
- Driedelig paneel (20 × 11,5 cm) met reliëfs van de geboorte van Christus, de doop in de Jordaan en de kruisiging, Maaslands, ca. 1100[42]

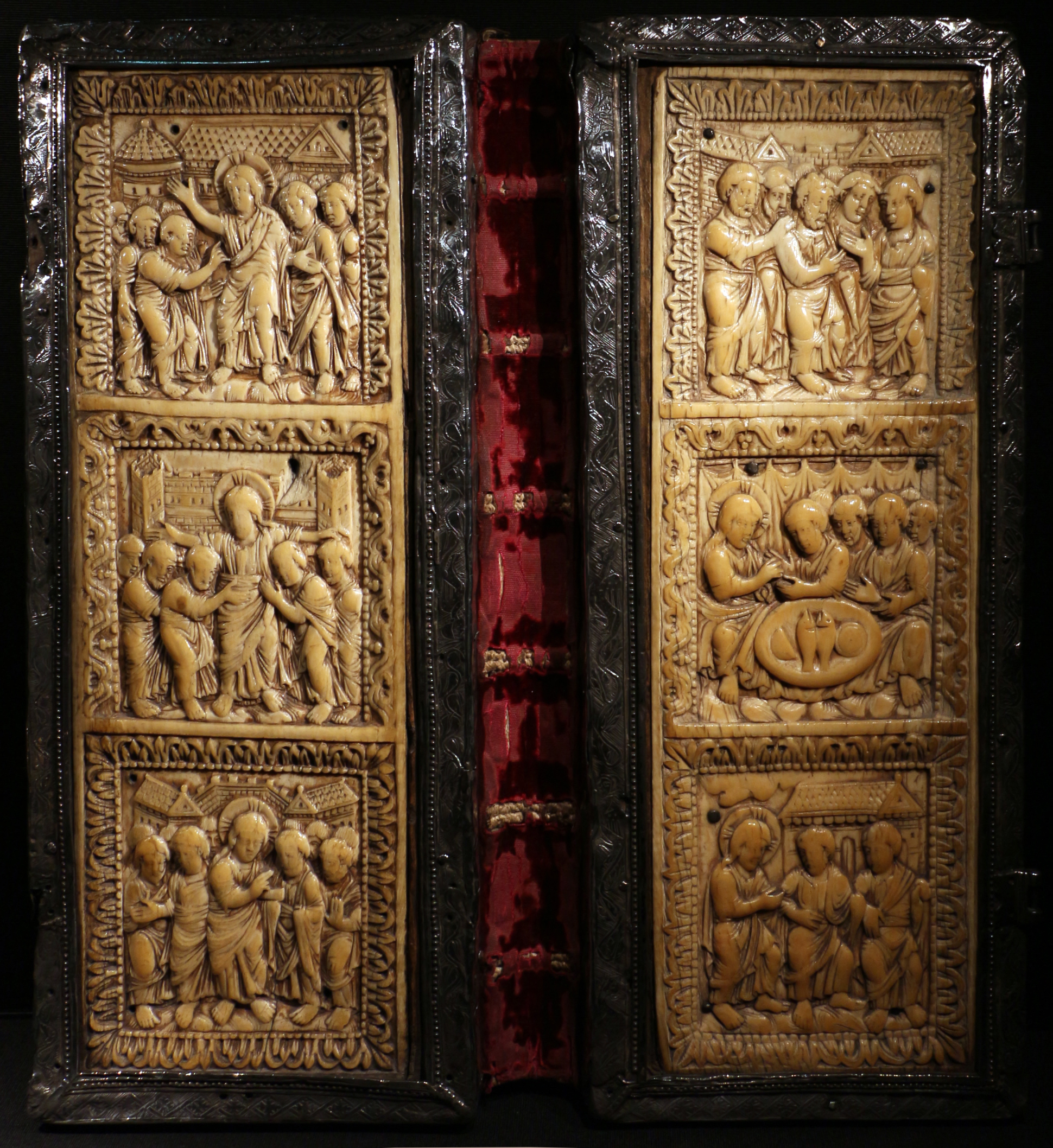
Karolingisch boekomslag
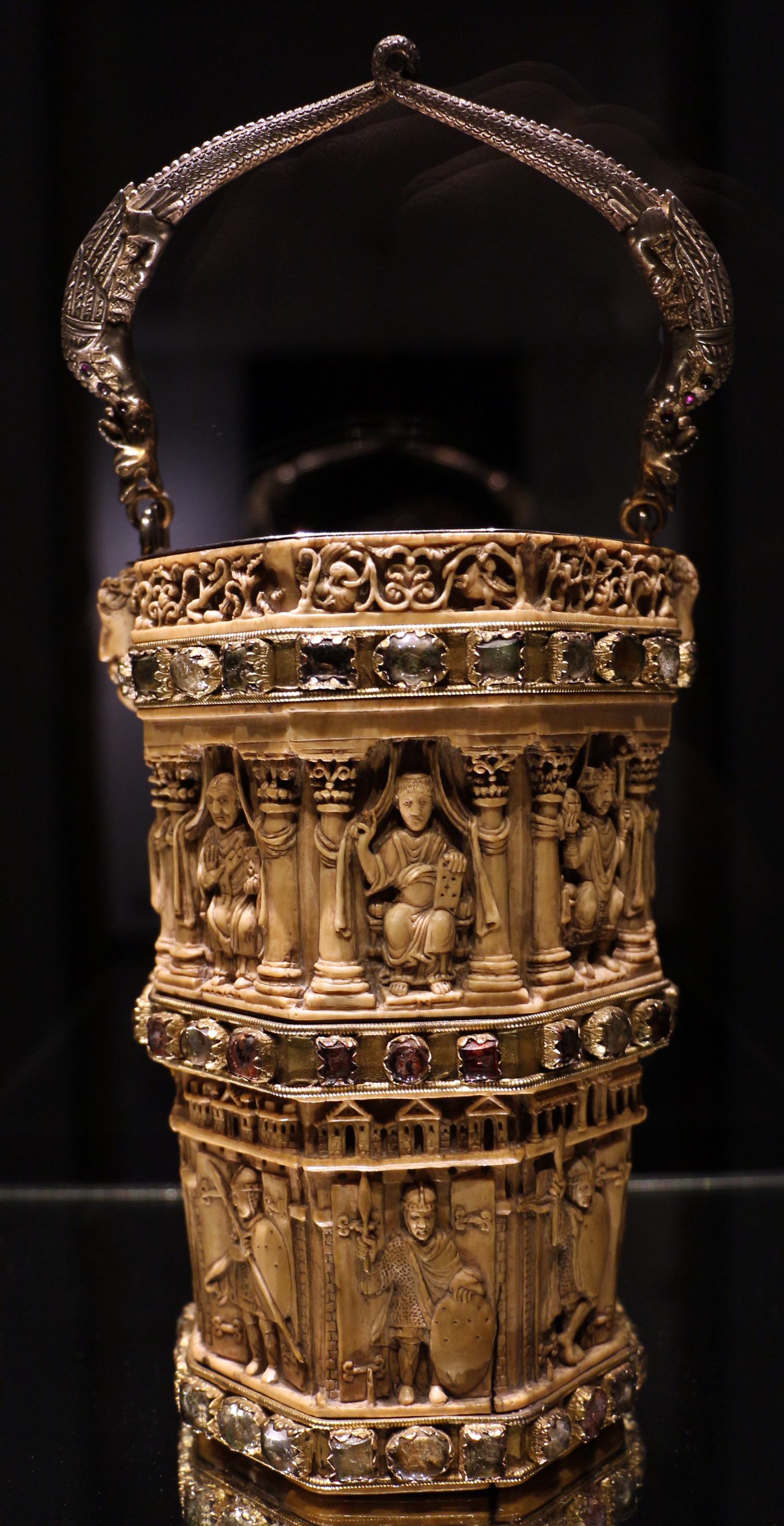
Wijwatervat
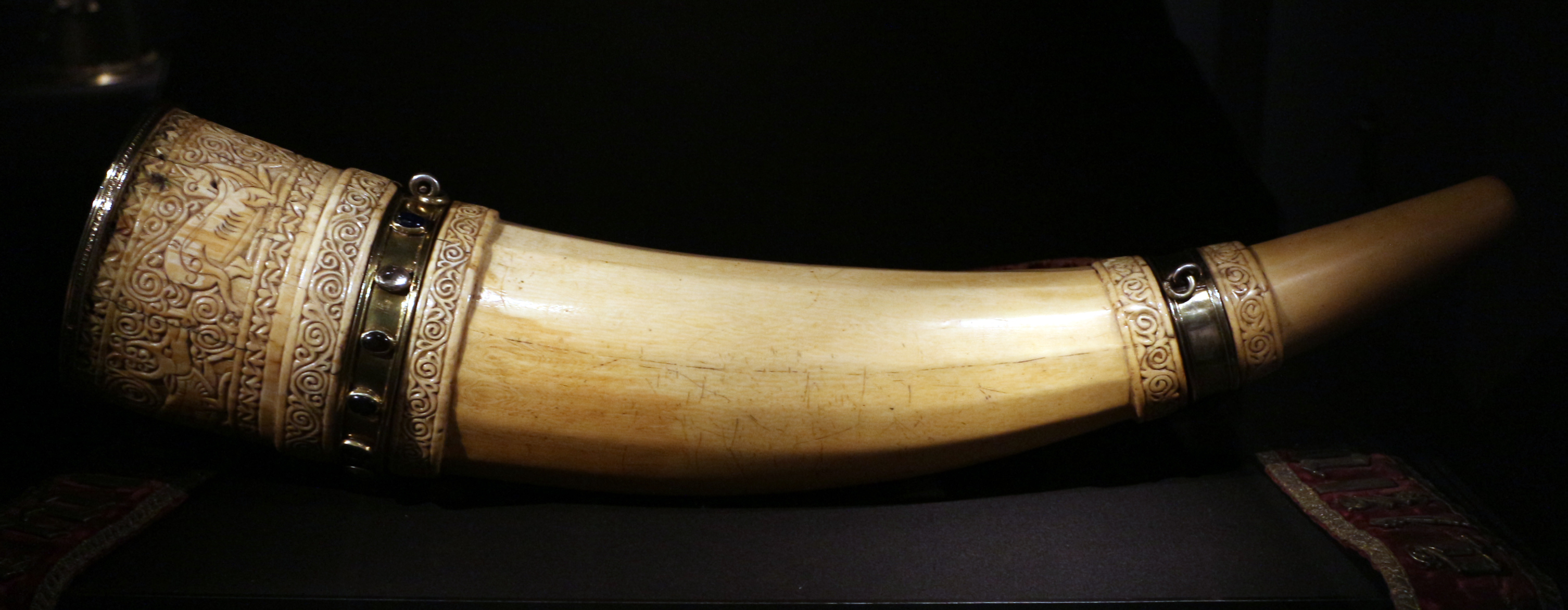
Bewerkte "olifant"
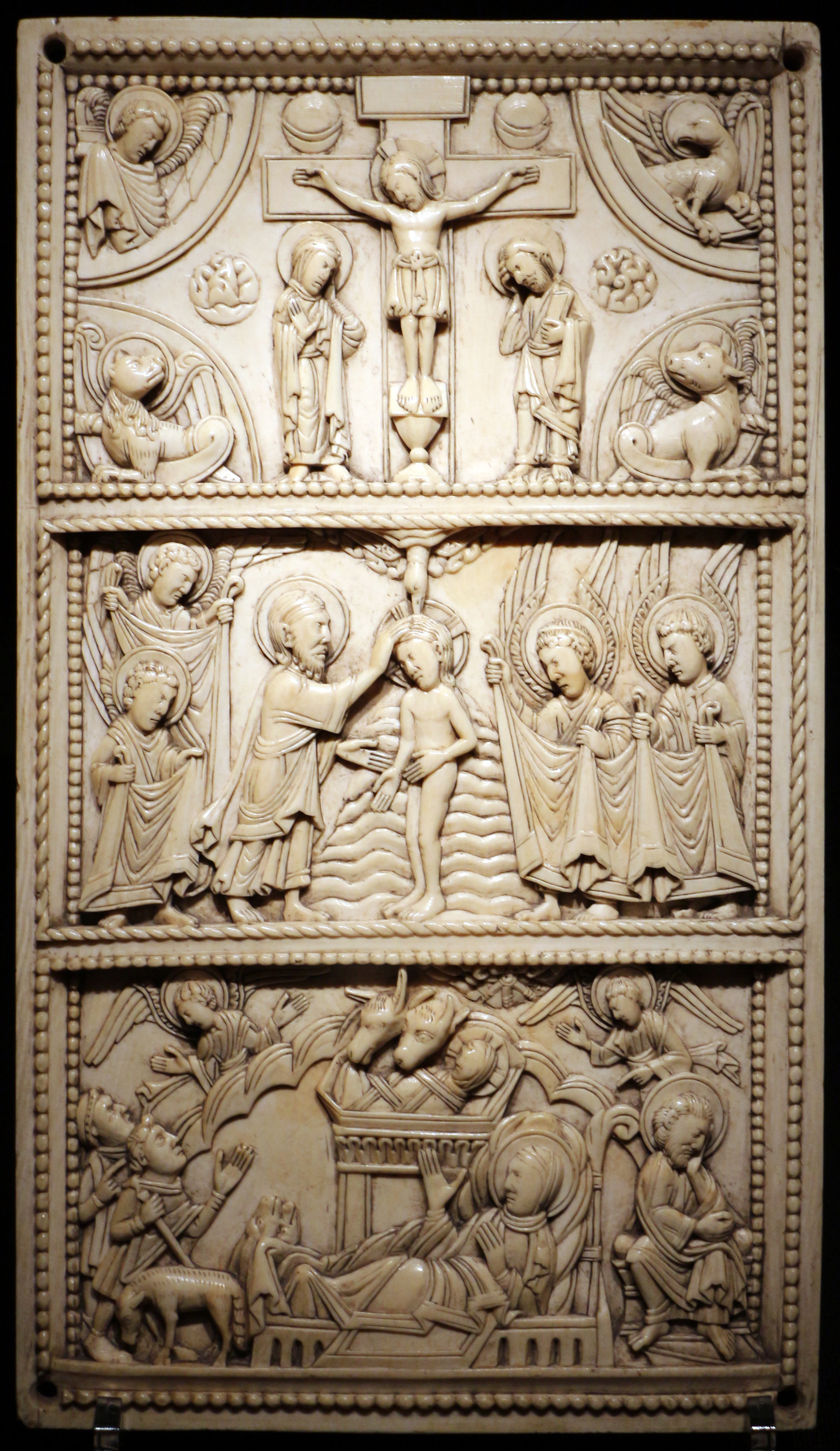
Maaslands reliëf

### Textilia
De Akense textielschat is een van de rijkste ter wereld. De vier hoofdrelieken uit het Mariaschrijn behoren tot de oudste stoffen. Enkele Byzantijnse stoffen, afkomstig uit het Karelsschrijn, worden thans in de schatkamer bewaard. Daarnaast bezit de kerk fraaie paramenten, sommige teruggaand tot de middeleeuwen. De verzameling barokke paramenten is de grootste in het Rijnland. Enkele hoogtepunten:
- "Lijkdoek van Karel de Grote", zijdedoek (76 × 75 cm) met geweven afbeelding van quadriga, Byzantijns, 8e eeuw[3]
- "Olifantendoek", zijdedoek (162 × 137,5 cm) met ingeweven olifanten, afkomstig uit het Karelsschrijn, Byzantijns, voor 1000[44]
- "Mantel van Sint-Bernardus", blauw met gele zijde, Maas- of Rijnland (Aken?), ca. 1150-1200[45]
- "Konijnendoek", zijdedoek (125,5 × 239 cm) met ingeweven konijnen, afkomstig uit het Karelsschrijn, Sicilië, vroege 13e eeuw[46]
- "Griffioenendoek", zijdedoek (101 × 124 cm) met ingeweven griffioenen, Lucca of Venetië, vroege 14e eeuw[47]
- Cappa Leonis, kroningsmantel met leeuwen (lengte: 143 cm), waarschijnlijk gebruikt bij de kroning van Karel IV (1349), Sigismund (1414) en, met zekerheid, Karel V (1520), 14e eeuw (met 15e en 16e-eeuwse toevoegingen)[48]
- Geborduurde Madonna, goud-, zilver- en zijdedraad op linnen (71 × 57 cm), Brussel?, vóór 1473[49]
- Geborduurde koormantel met het leven van Lodewijk de Heilige, Parijs of Italië, 1500
- Diverse 18e-eeuwse kazuifels

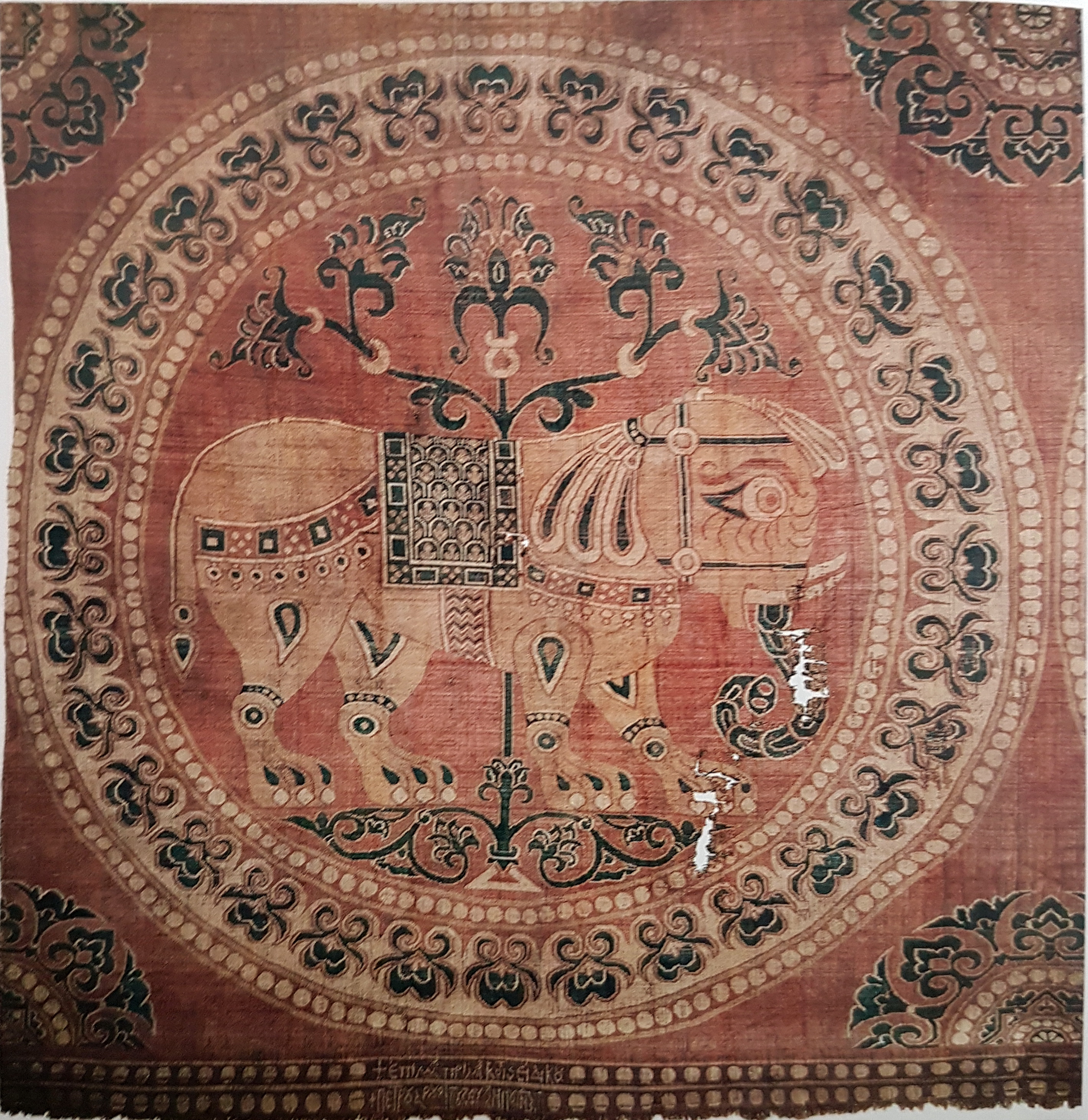
Olifantendoek
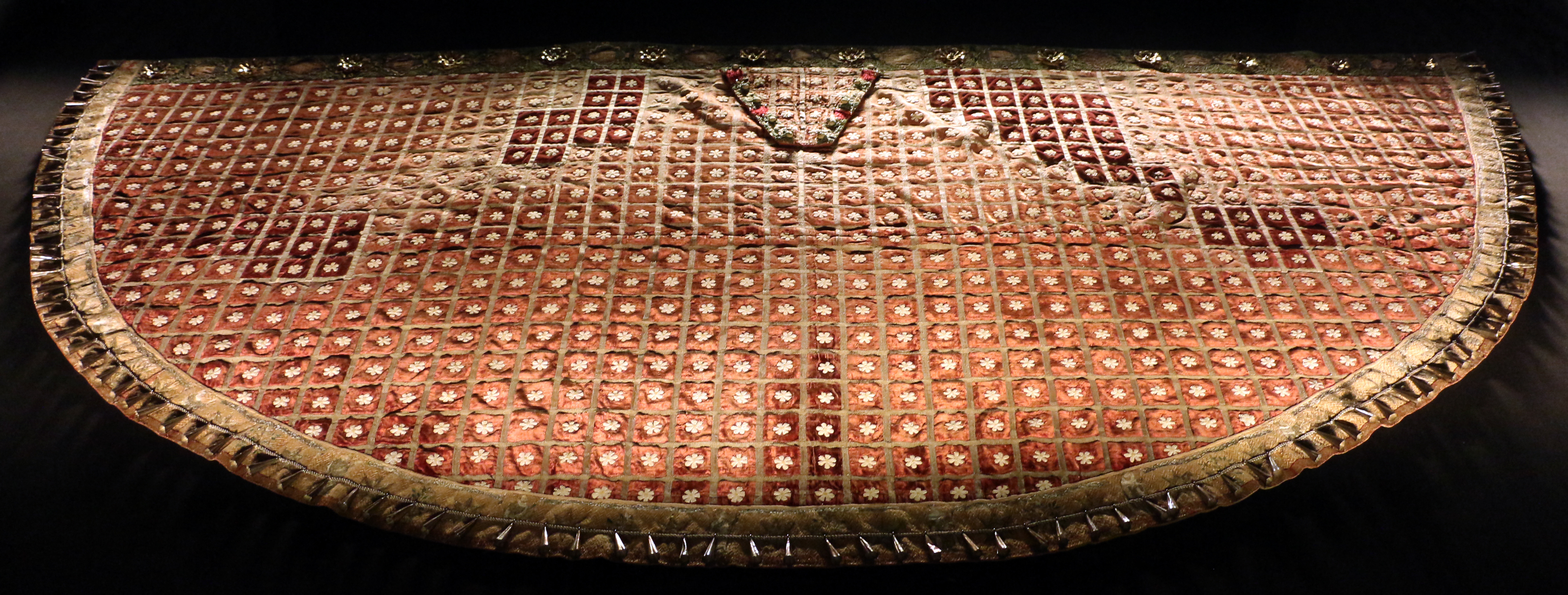
Kroningsmantel
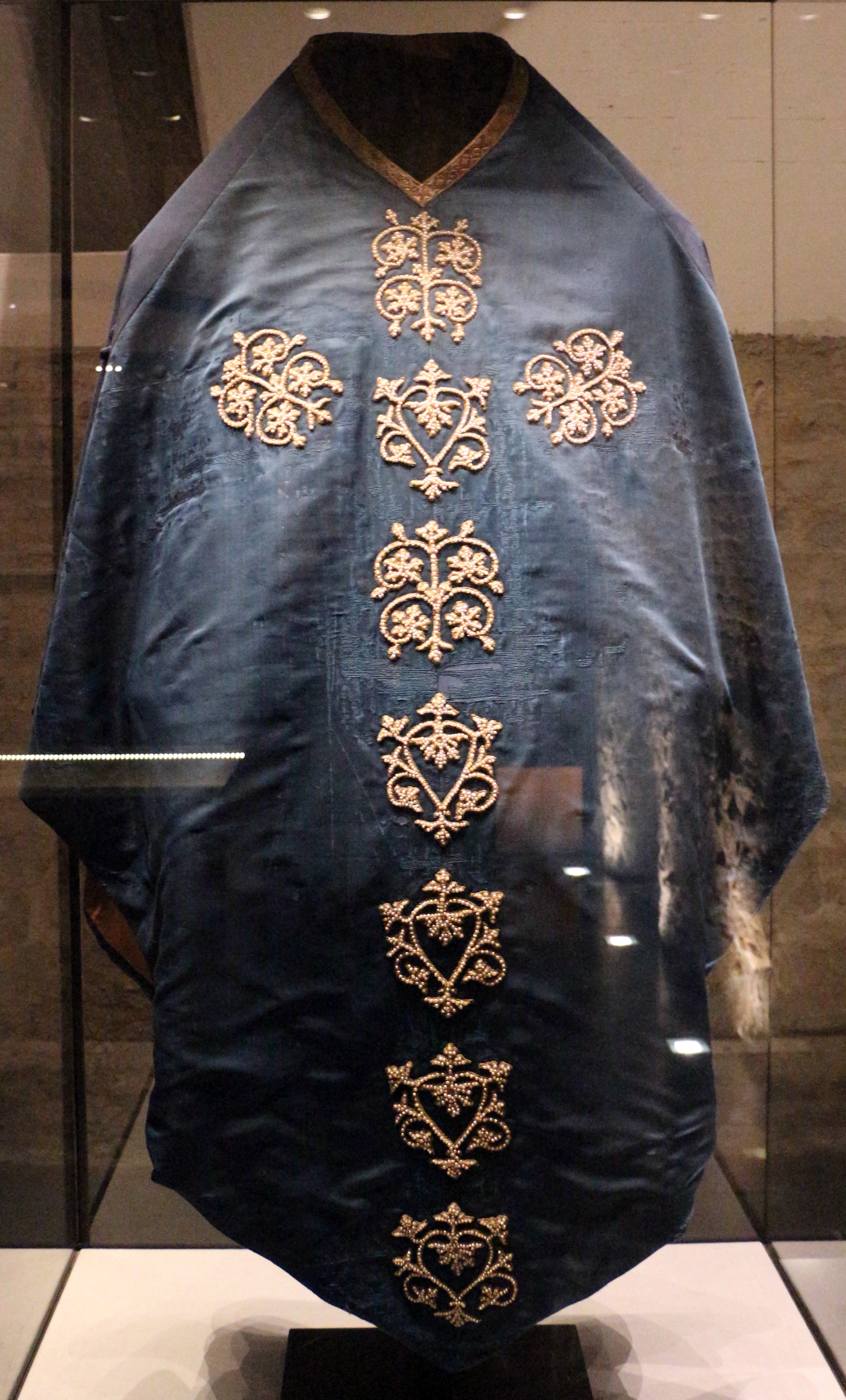
Mantel van Sint-Bernardus
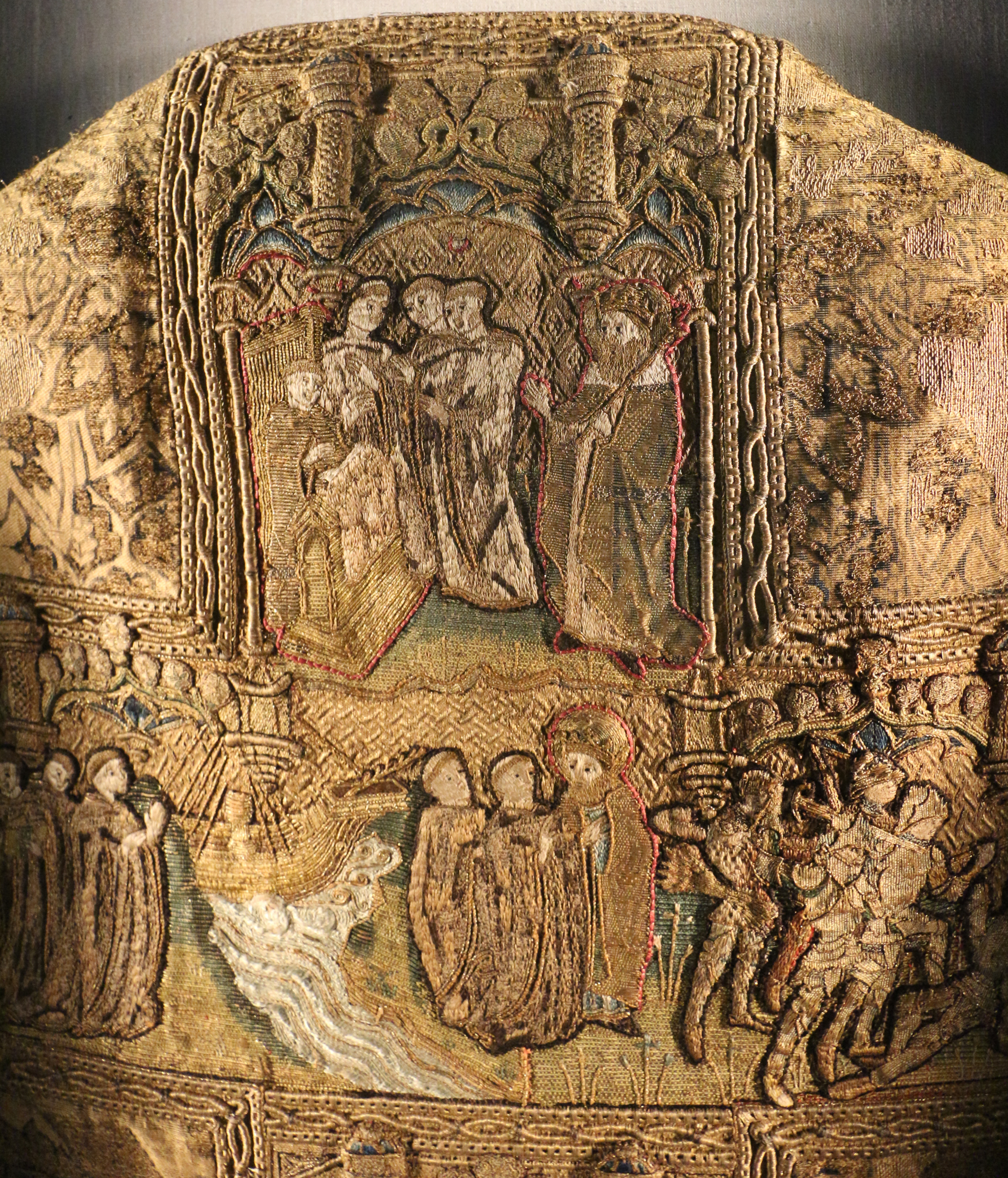
Geborduurde koormantel

### Boeken en handschriften
Enkele hoogtepunten uit de collectie historische boeken en handschriften:
- Karolingisch evangeliarium (30,5 × 24 cm), bestaande uit 280 perkamentvellen met een pagina-vullende illuminatie met de vier evangelisten, ontstaan aan de Akense hofschool onder Byzantijnse invloed, ca. 815[50]
- Liuthar-evangeliarium (29,8 × 21,5 cm), ontstaan in de abdij van Reichenau, Ottoons, ca. 1000[51]
- Wenzel-codex (missaal voor de maand december), 14e eeuw

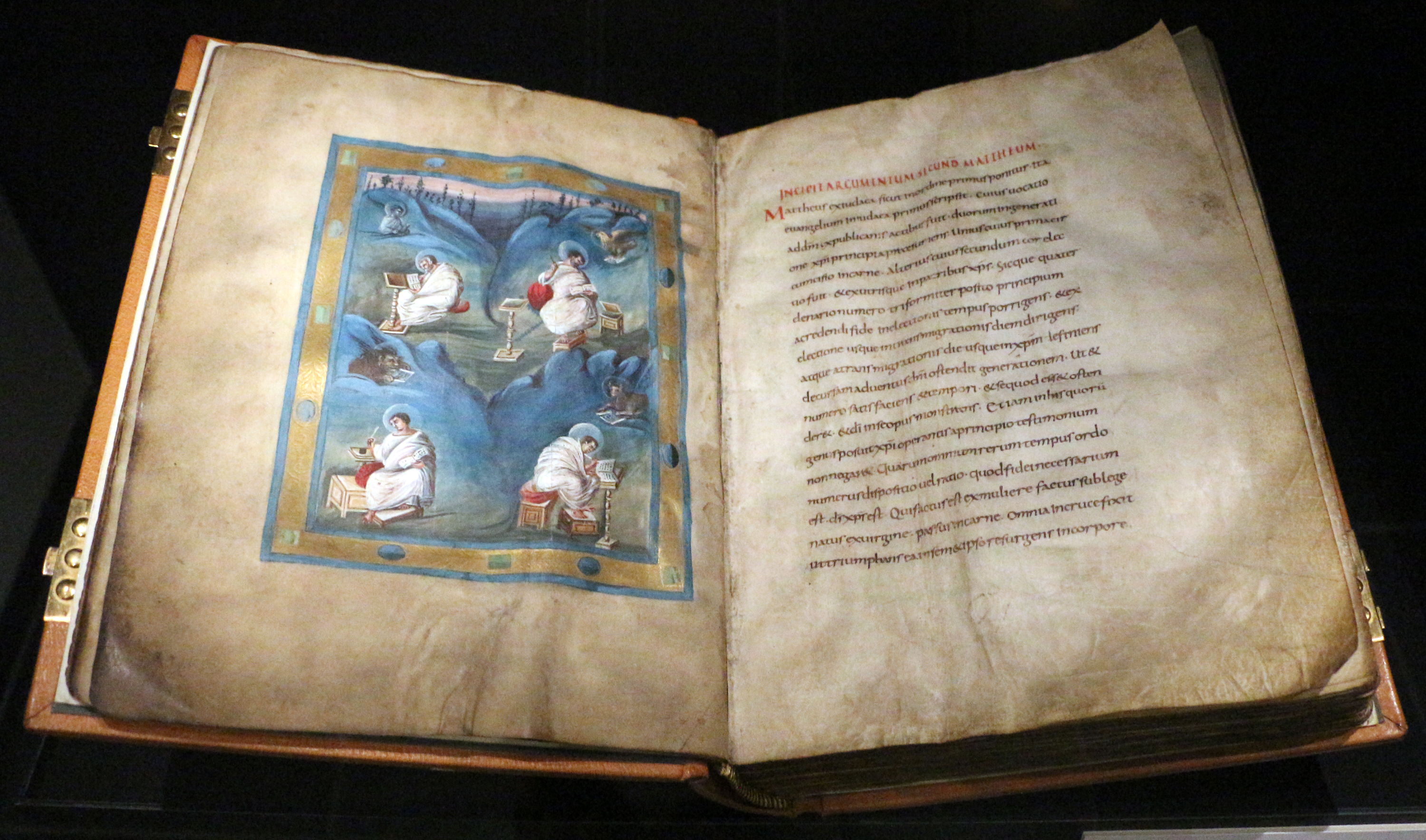
Akens evangeliarium
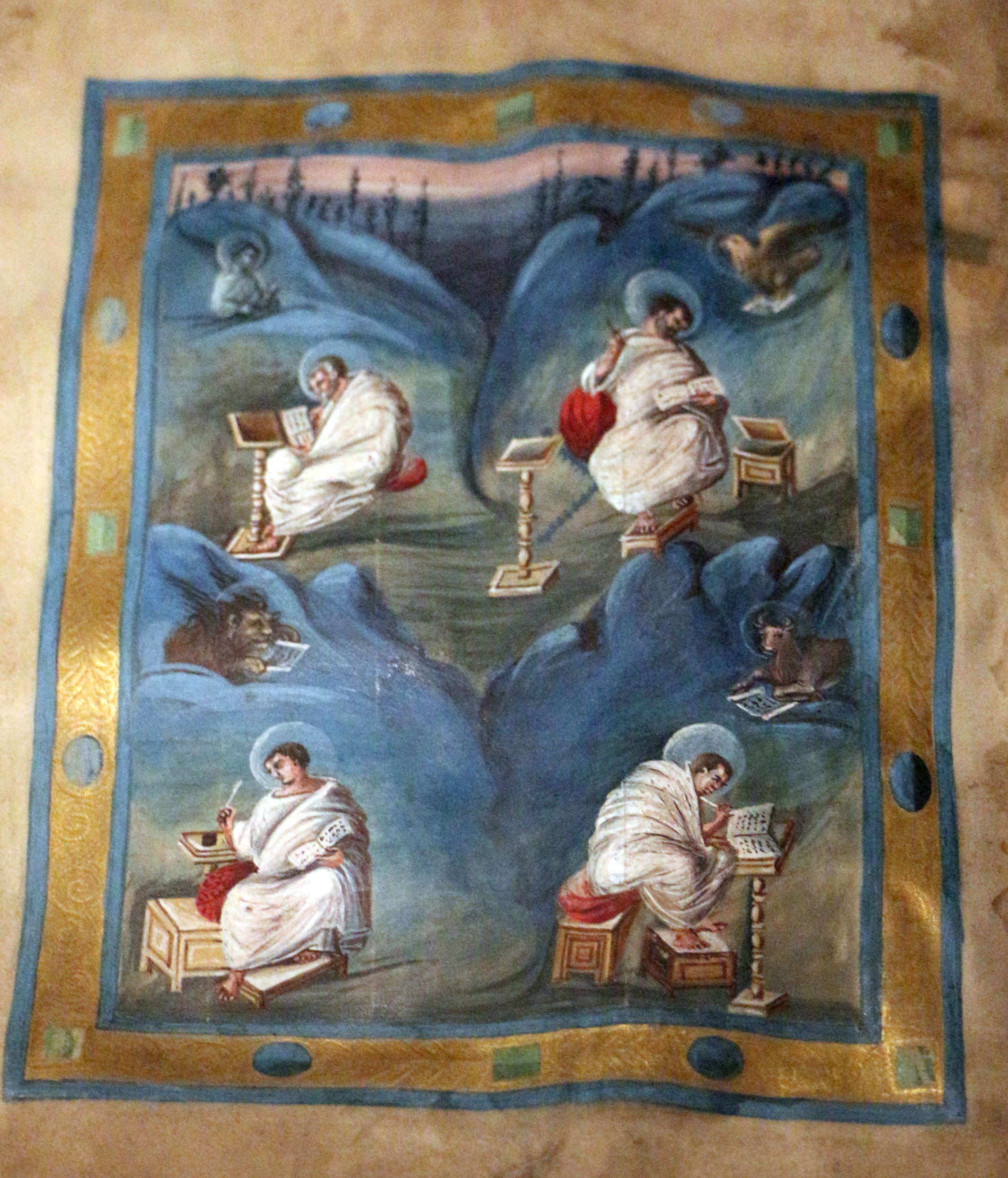
Idem, detail
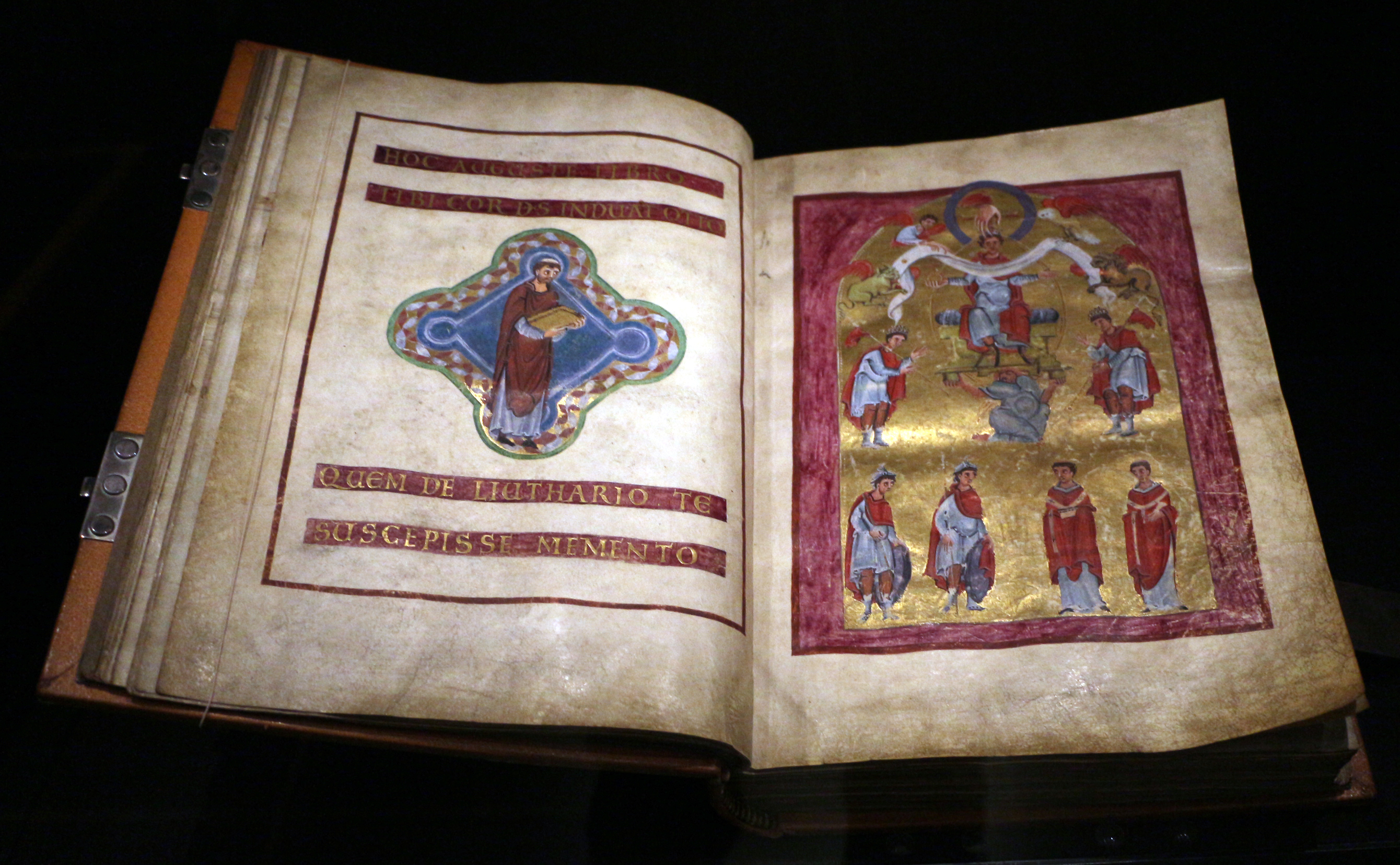
Liuthar-evangeliarium
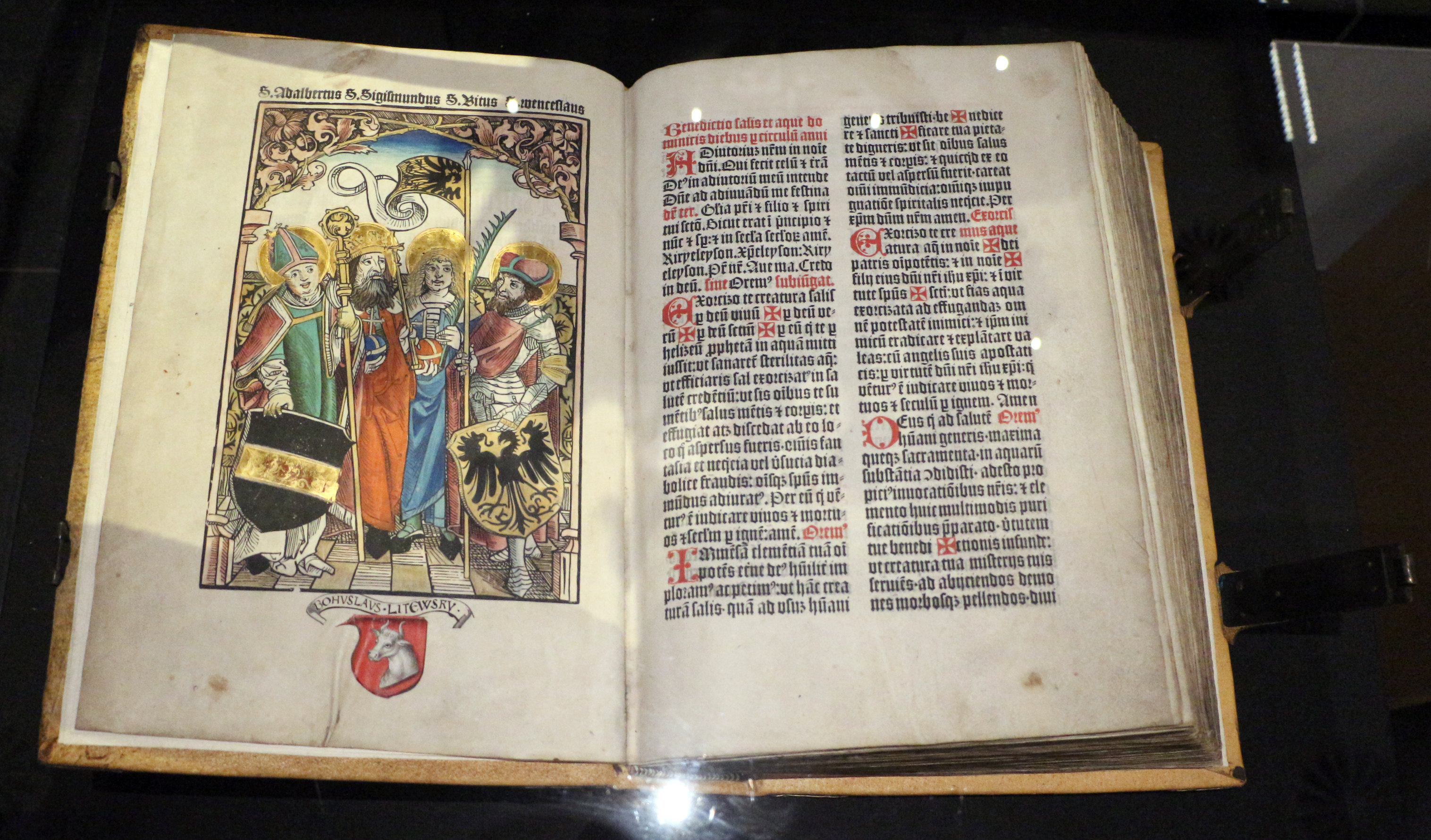
Wenzel-codex

### Historische verzameling
Naast de vele relieken van heiligen en voorwerpen die worden toegeschreven aan Karel de Grote, bezit de domschatkamer diverse voorwerpen die verwijzen naar de geschiedenis van de dom als kroningskerk en het domkapittel. Daarnaast zijn er archeologische vondsten te zien. Enkele hoogtepunten:
- Scepter van Richard van Cornwall, verguld zilver met duif (hoogte: 86 cm), Engeland, co. 1220 of later[52]
- Kist van Richard van Cornwall (79 × 40 × 38,5 cm), hout met leer en 40 verguld koperen medaillons met emaille, Limoges?, ca. 1258[53]
- Kroon van Margaretha van York (hoogte: 13,2 cm), verguld zilver met parels, edelstenen en emaille, Londen, voor 1461[54]
- Zegel van het domkapittel (8,7 × 7 cm) en zilveren zegelstempel, vervaardigd door Hans von Reutlingen, voor 1528[55]
- Zegel van keizer Jozef II, Wenen, 1767

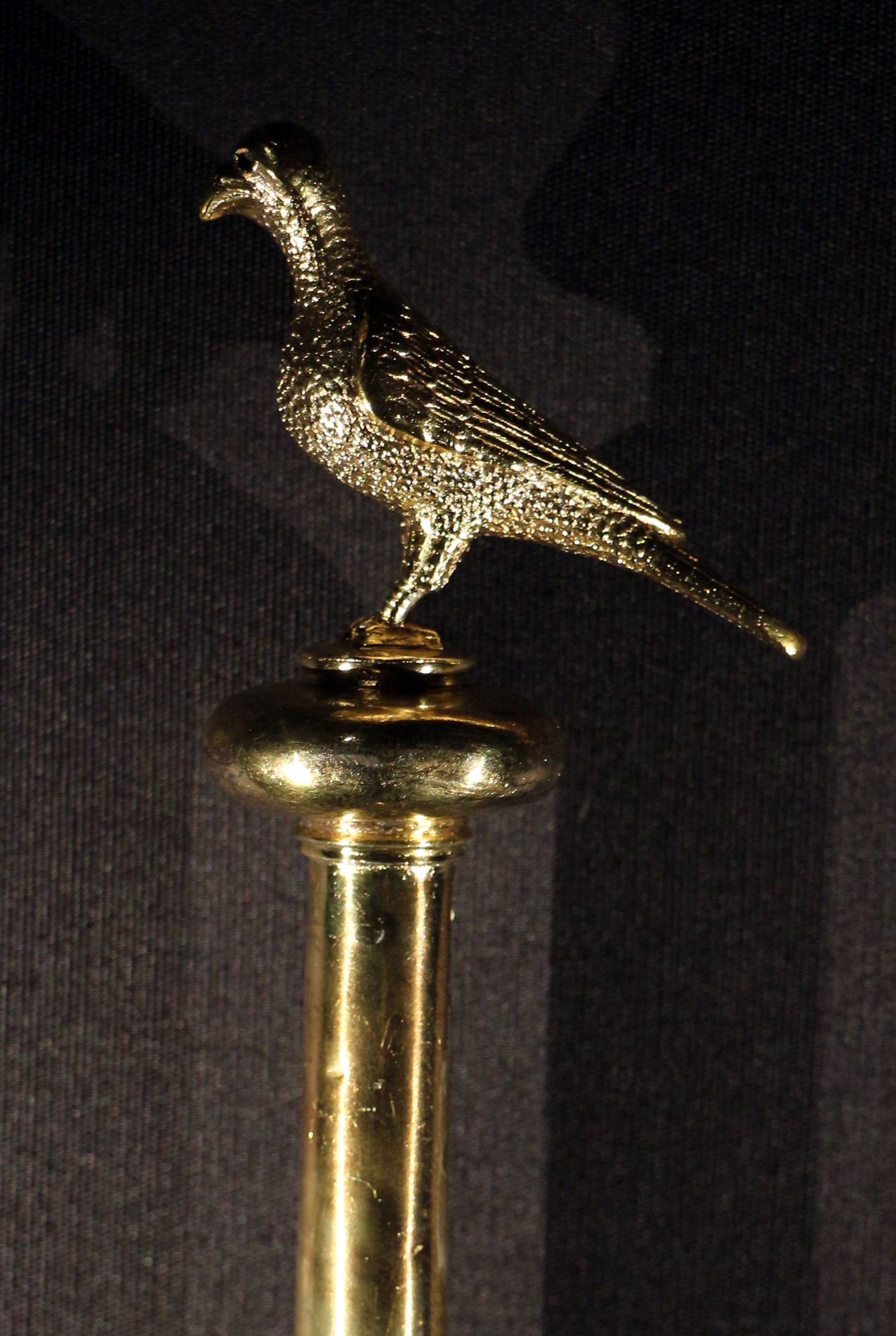
Scepter van Richard van Cornwall
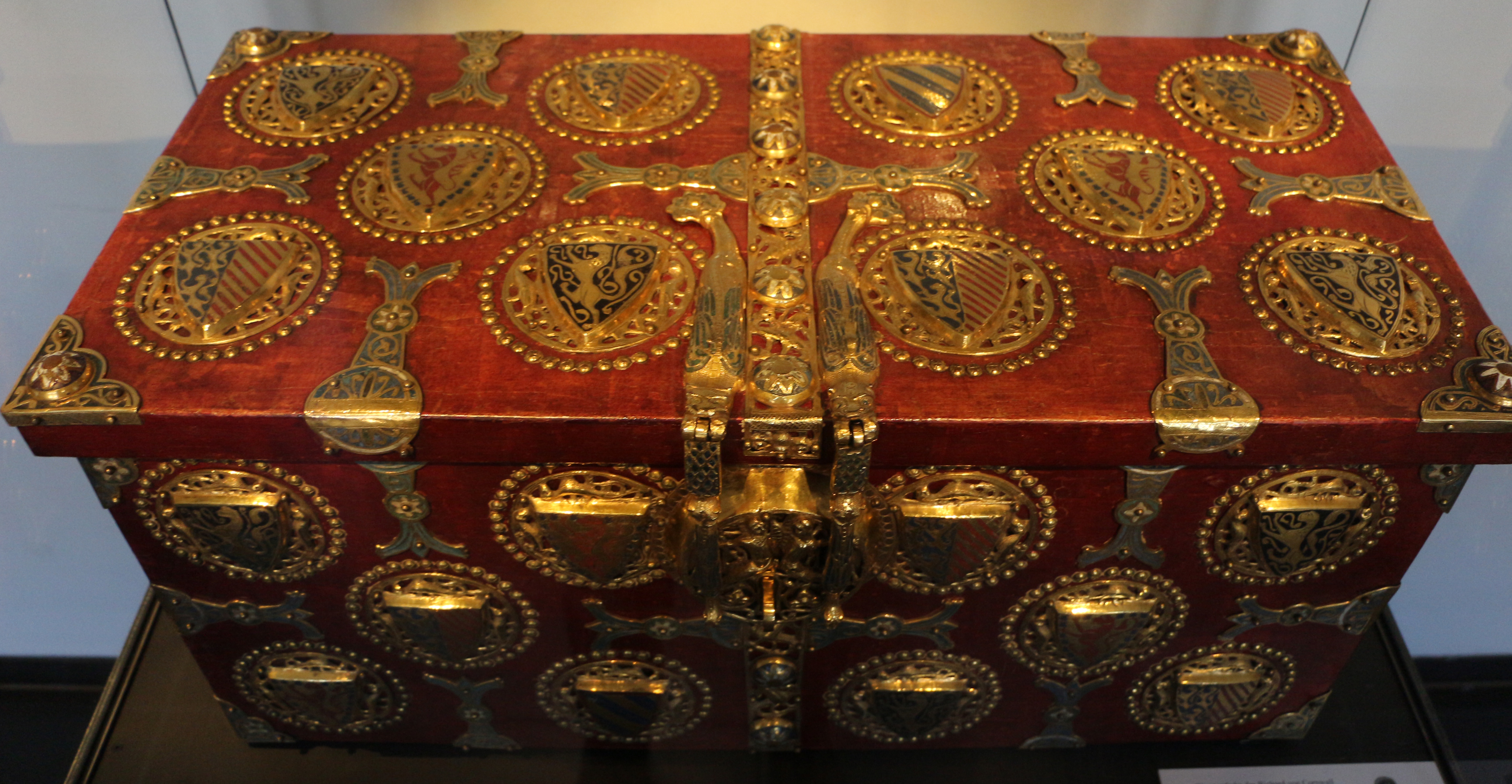
Kist van Richard van Cornwall
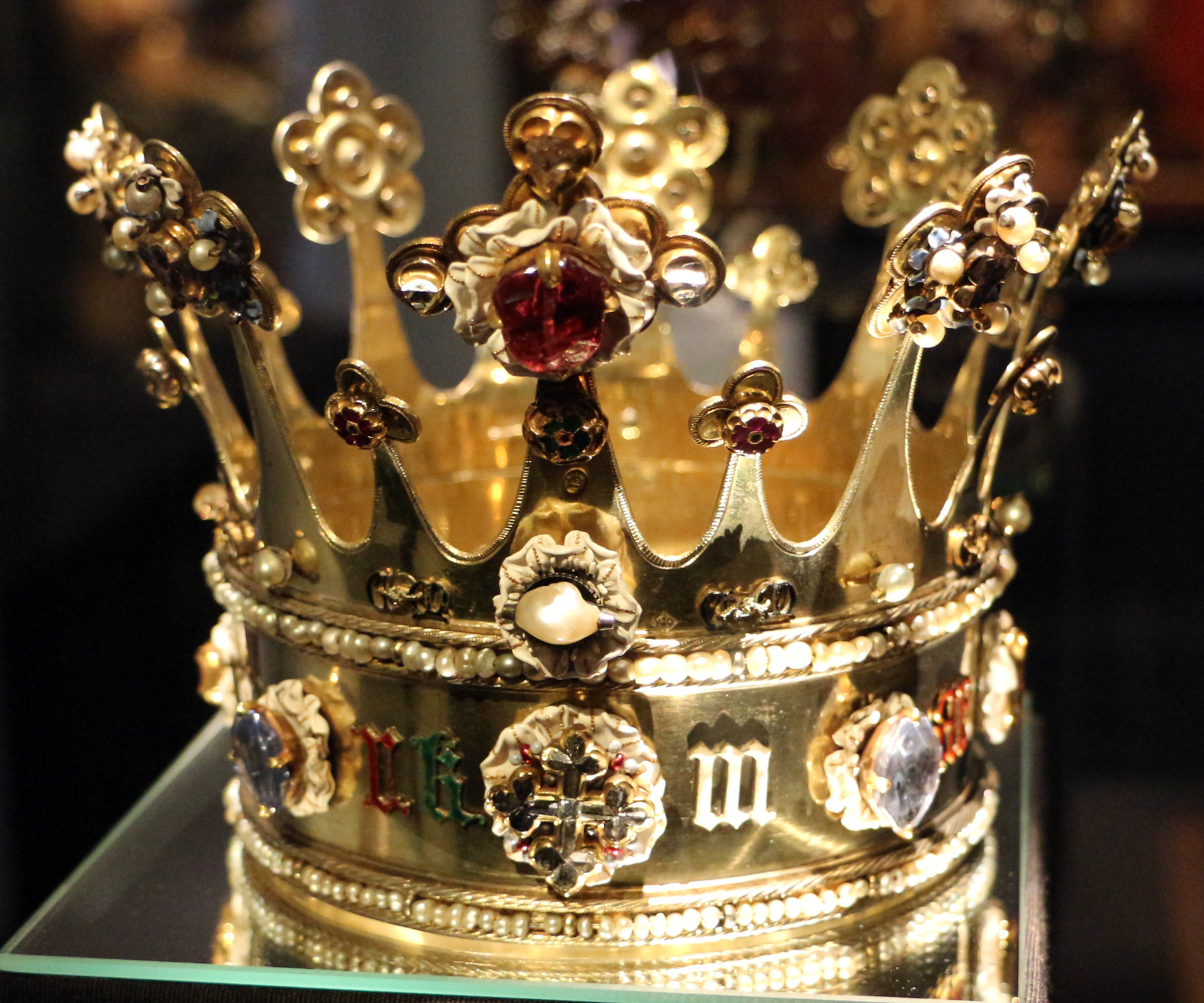
Kroon van Margaretha van York
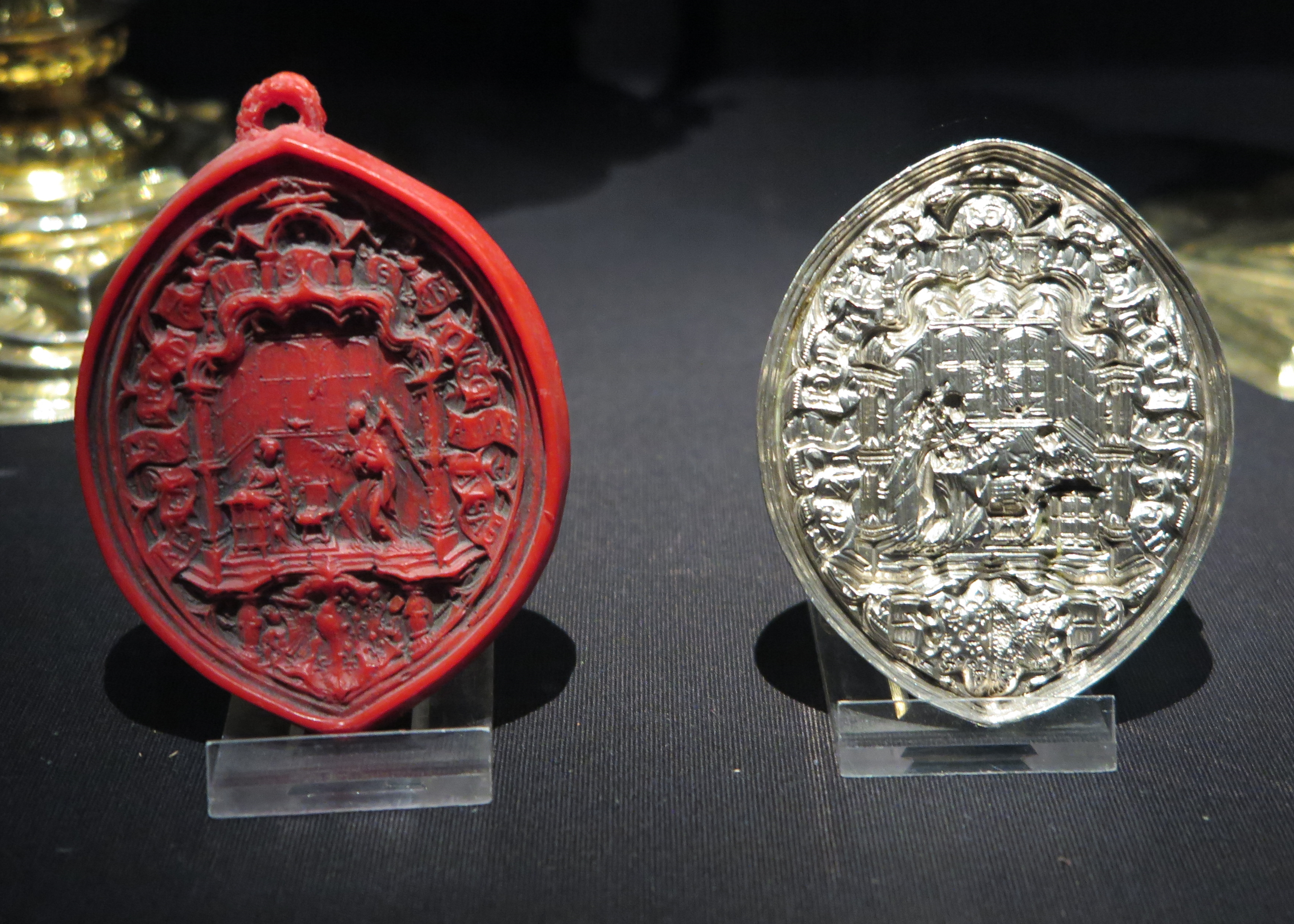
Kapittelzegel en stempel